# Sebastian Franck

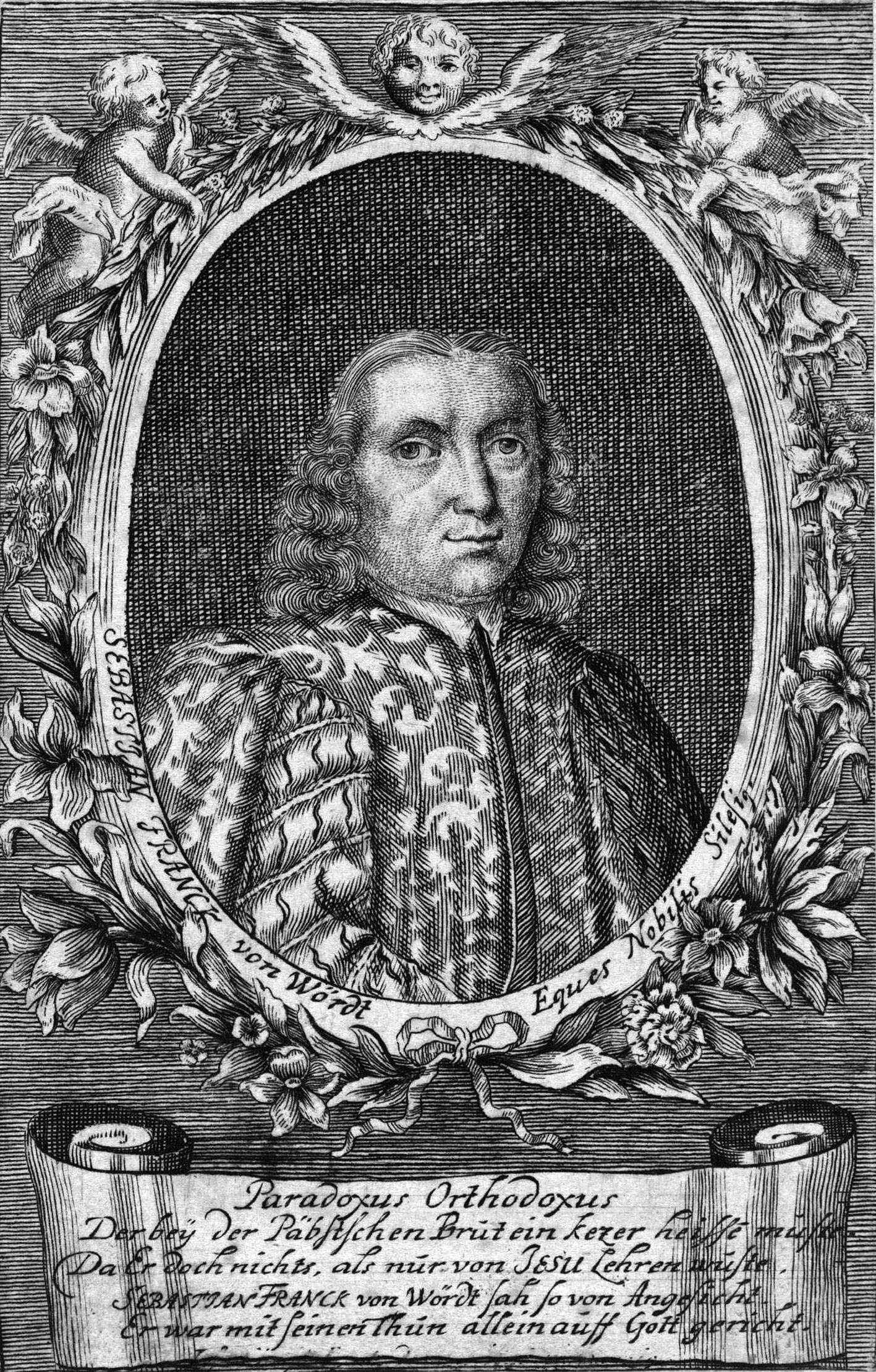
Sebastian Franck auf einem Kupferstich von Andreas Luppius (1654–1731); die Authentizität des Bildnisses gilt als ungewiss.

Sebastian Franck (auch Sebastian Franck von Wörd, lateinisch Sebastianus Francus Woerdensis, Pseudonyme Friedrich Wernstreyt, Felix Frei; * 1499 in Donauwörth; † 1542 in Basel) war ein deutscher Theologe, Schriftsteller, Publizist, Chronist, Geograph, Philosoph, Übersetzer und Buchdrucker.
Nach seinem Theologiestudium war Franck zunächst als katholischer Priester in der Seelsorge tätig, dann schloss er sich der Reformation an und wurde lutherischer Prediger. Später verzichtete er auf das geistliche Amt und konzentrierte sich auf die Schriftstellerei, wobei er eine radikalreformatorische und autoritätskritische Haltung einnahm. In Straßburg veröffentlichte er eine Weltchronik, in der er schonungslose Kritik an der kirchlichen und weltlichen Obrigkeit übte, was zu seiner Ausweisung aus der Stadt führte. In Ulm, wo er ab 1535 eine Druckerei betrieb, geriet er wegen seiner „Ketzerei“ erneut in einen schweren Konflikt, der wiederum damit endete, dass ihn eine mächtige Gegnerschaft vertrieb. Daraufhin wich er 1539 nach Basel aus, wo er sich in seinen letzten Lebensjahren weiterhin als Schriftsteller und Drucker betätigte.
Im Zentrum von Francks Welt- und Geschichtsbild stand eine für damalige Verhältnisse ungewöhnlich radikale Ablehnung jeder Form von religiöser Bevormundung. Als Betroffener der erbitterten Glaubenskämpfe der Reformationszeit sah er die Wurzel des Übels im konfessionellen Dogmatismus. Diesen hielt er für eine unvermeidliche Folge der Etablierung des institutionellen Kirchenwesens. Daher verwarf er grundsätzlich jede Art von kirchlicher Organisation und plädierte für Unparteilichkeit in den konfessionellen Streitigkeiten. In den kirchlichen Institutionen sah er die Ursache der Korrumpierung des Christentums. Vor allem verurteilte er die Verbindung von Kirche und Staat und die staatliche Intervention bei religiösen Meinungsverschiedenheiten.
An die Stelle der äußeren Autoritäten einschließlich der Bibel setzte Franck das „innere Wort“ im Geist des einzelnen Individuums als handlungsleitende Instanz, Norm der Erkenntnis und alleinige Quelle des Heils. Außerdem betonte er die Rolle der historischen und individuellen Erfahrung als Erkenntnisquelle. Seine historischen Studien führten ihn zu einer vernichtenden Bilanz der Machtausübung im monarchischen Staat. In gewaltsamem Aufruhr sah er aber keinen Weg zur Besserung der Verhältnisse.
Die zeitgenössischen Gelehrten wiesen Francks Ansichten scharf zurück. Die zahlreichen Ausgaben seiner Werke im 16. Jahrhundert zeugen jedoch von dem lebhaften Interesse, auf das sein Gedankengut bei einem breiteren Publikum stieß. Insbesondere in den Niederlanden fanden die Ideen des radikalreformatorischen Schriftstellers in Dissidentenkreisen starke Resonanz. In der Moderne haben ihm seine Autoritätskritik, sein Pazifismus und seine Toleranzforderung viel Anerkennung eingebracht; er wird als Vorläufer aufklärerischer Denker gewürdigt.

## Leben

### Herkunft, Ausbildung und Tätigkeit als Geistlicher
Sebastian Franck wurde 1499 in Donauwörth geboren. Das oft genannte Geburtsdatum 20. Januar ist spekulativ. Er stammte aus bescheidenen Verhältnissen. Sein Vater war wahrscheinlich der Weber Sixt Franck. Ein Onkel namens Michael Franck war Gastwirt in Nördlingen.
Nach dem Besuch der Lateinschule in Nördlingen oder der Schule des Benediktinerklosters Heiligkreuz in Donauwörth wurde Sebastian Franck am 26. März 1515 an der Universität Ingolstadt als Hörer der Artistenfakultät immatrikuliert. Am 13. Dezember 1517 schloss er das Studium der artes liberales mit dem Erwerb des Grades eines Baccalaureus ab. Anschließend setzte er seine Ausbildung am Kolleg der Dominikaner in Heidelberg mit dem Studium der katholischen Theologie fort. Dort waren Martin Bucer und Martin Frecht, die später namhafte Reformatoren wurden, seine Studienkollegen. Sowohl in Ingolstadt als auch in Heidelberg dominierte eine konservative Mentalität. Der Unterricht orientierte sich an der herkömmlichen Vorgehensweise der mittelalterlichen Scholastik. Immerhin waren in Ingolstadt schon einige Humanisten tätig – darunter Johannes Aventinus, den Franck schätzte. Später, in seinen letzten Lebensjahren, stellte Franck rückblickend fest, er sei als Deutscher in einem barbarischen Zeitalter geboren und habe in einem „amusischen“ Milieu einen unzulänglichen Unterricht erhalten. Damit bezog er sich auf den Umstand, dass sich das humanistische Bildungswesen in seiner Heimat erst spät und mühsam durchgesetzt hatte, weswegen er in seiner Jugendzeit kaum davon hatte profitieren können. Oft beklagte er, dass er seine Bildungslücken nie ganz habe beseitigen können. Tatsächlich blieb sein Latein schwerfällig und unbeholfen. Sein Leben lang bedauerte Franck, dass er keine umfassende humanistische Ausbildung erhalten hatte, und bewunderte die kulturelle Erneuerungsbewegung der Humanisten. Er verfügte nur über begrenzte Griechisch-Kenntnisse und keinerlei Kenntnis des Hebräischen.
Wahrscheinlich war Franck am 26. April 1518 unter den Zuhörern der Heidelberger Disputation, in der Martin Luther, der damals noch Augustinermönch war, seine Rechtfertigungslehre verteidigte. Das junge Publikum war von Luthers Auftreten stark beeindruckt. Bei diesem Anlass kann Franck einen ersten Eindruck von der neuen Theologie erhalten haben.

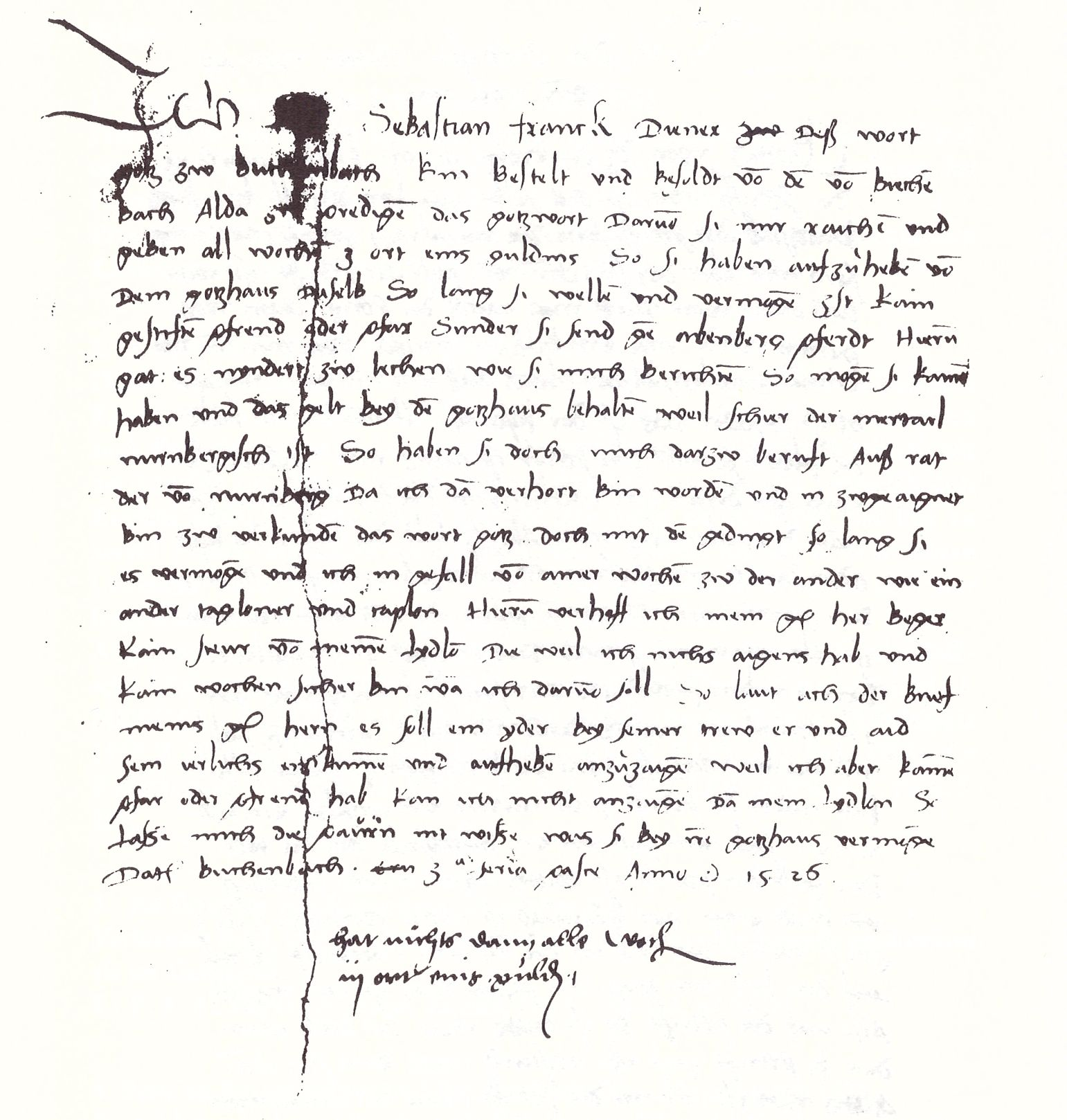
Brief Francks an den Amtmann in Schwabach vom 3. April 1526, Staatsarchiv Nürnberg. Wegen seines niedrigen Einkommens in Büchenbach bittet Franck um Steuererlass.

Nach dem Abschluss seiner theologischen Ausbildung wurde Franck frühestens 1523 zum Priester geweiht. Anschließend war er im Bistum Augsburg, vermutlich in Benzenzimmern, als katholischer Seelsorger tätig. In dieser Zeit wandte er sich jedoch endgültig dem reformatorischen Gedankengut zu und wechselte seine Konfession. Gegen Ende 1524 (oder in den ersten Monaten des Jahres 1525) sandte ihn der Rat der Stadt Nürnberg als lutherischen Prediger nach Büchenbach bei Roth. Dort bekleidete er die Funktion des Frühmessers, die mit einem geringen und unsicheren Einkommen verbunden war. Sein ärmliches Gehalt betrug einen dreiviertel Gulden wöchentlich. In dieser Zeit erlebte er den Bauernkrieg mit. Später missbilligte er rückblickend die Kompromisslosigkeit der Bauern, die vernünftige Vorschläge abgelehnt hätten. Im Jahr 1527 wechselte er nach Gustenfelden, wo er wiederum als Frühmesser tätig war.
Am 17. März 1528 heiratete Franck in Nürnberg Ottilie Beham, die eine Schwester oder nahe Verwandte der bekannten Maler und Kupferstecher Barthel Beham und Sebald Beham war. Die beiden Brüder waren im Januar 1525 wegen ihrer religiösen und politischen Ansichten in Nürnberg verhaftet, vor Gericht gestellt und aus der Stadt verbannt worden. Zusammen mit Georg Pencz galten sie als „die drei gottlosen Maler“, denn sie wurden beschuldigt, weder die biblische Autorität noch die weltliche Obrigkeit anzuerkennen. Barthel Beham sympathisierte mit der sozialrevolutionären Strömung um Thomas Müntzer. Zum Umfeld der Brüder gehörte der Nürnberger Schulrektor und Reformator Hans Denck, der ebenfalls 1525 Nürnberg verlassen musste.
Spätestens um diese Zeit begann Franck, sich mit dem Gedankengut der radikalreformatorischen und sozialrevolutionären Kreise um die „gottlosen Maler“ und Denck zu befassen. Dabei dürfte seine Frau, die der staatlich verfolgten Täuferbewegung nahestand, eine Rolle gespielt haben. Allerdings arbeitete Franck damals noch mit dem täuferfeindlichen Reformator Andreas Althamer zusammen. Er übersetzte Althamers gegen Denck gerichtete Schrift Diallage aus dem Lateinischen ins Deutsche, erweiterte sie und stellte ihr ein Vorwort voran. In diesem 1528 gedruckten Werk nahm er eine weitgehend lutherische Position ein.
Als Schriftsteller trat Franck leidenschaftlich für seine Überzeugung ein, dass es keinen Glauben ohne Änderung des Lebenswandels geben könne. Damit bekannte er sich zu einer Hauptforderung der radikalreformatorischen Strömung. Ein lebenspraktisches Beispiel behandelte er in seinem ersten eigenständigen Traktat, das er wahrscheinlich schon um 1528/1529, aber spätestens 1531 verfasste. In dieser Schrift prangerte er das damals sehr verbreitete „greuliche Laster der Trunkenheit“ an, welches mit der Religion unvereinbar sei. Wenn ein Prediger merke, dass er mit seiner Forderung nach einer Besserung des Lebenswandels auf taube Ohren stoße, solle er schweigen oder davongehen. Die tiefe Frustration, die aus Francks Worten spricht, lässt erkennen, wie wenig er als Seelsorger auszurichten vermochte. Offizielle Moral und Alltagswirklichkeit klafften in dem dörflichen Milieu, in dem er tätig war, weit auseinander. Gegen Ende 1528 oder im folgenden Jahr zog Franck daraus die Konsequenz: Er gab sein geistliches Amt auf und ließ sich in Nürnberg nieder, um fortan als Schriftsteller und Übersetzer ein empfänglicheres Publikum anzusprechen.

### Dissidententum und Provokation der Autoritäten
Nürnberg war damals eine bedeutende, wirtschaftlich und kulturell blühende Reichsstadt. Die Reformation war dort 1525 offiziell durchgeführt worden. Ein Teil der Bevölkerung war für radikale religiöse und sozialreformerische Ideen aufgeschlossen. Der Stadtrat war jedoch misstrauisch und gewillt, gegen die Verbreitung ketzerischer und aufrührerischer Gedanken hart einzuschreiten. Daher eignete sich Nürnberg nur bedingt als Wohnort für einen Publizisten wie Franck, der sich zunehmend der herrschenden Hauptströmung des Luthertums entfremdet und der autoritätskritischen Haltung des 1527 verstorbenen Hans Denck genähert hatte. Es waren wohl die relativ repressiven Verhältnisse in Nürnberg, die Franck dazu bewogen, 1530 oder 1531 nach Straßburg zu übersiedeln.
Die Reichsstadt Straßburg war seit der Mitte der 1520er Jahre eine Zufluchtsstätte religiöser Dissidenten. Später beschrieb Franck in seinen Schriften die dortige relativ liberale Mentalität: In Straßburg nehme man Flüchtlinge auf, ohne nach ihrer Herkunft und ihren Fluchtgründen zu fragen; wer eine Straftat begangen habe, für die man anderswo gehängt werde, der werde in Straßburg nur ausgepeitscht. Allerdings kam es auch dort zu Ausweisungen aus religiösen Gründen.
An seinem neuen Wohnsitz kam Franck in Kontakt mit anderen Dissidenten, deren Überzeugungen mit den seinigen teilweise oder weitgehend übereinstimmten. Zu ihnen zählten vor allem Kaspar Schwenckfeld und Johannes Bünderlin, wahrscheinlich Christian Entfelder und vermutlich auch Michael Servetus. Schwenckfeld, der einen großen Wirkungskreis hatte, wurde für Franck zu einem wichtigen Verbündeten, wenngleich sie in einem zentralen Bereich, der Anthropologie, verschiedener Meinung waren: Schwenckfelds Auffassung von der menschlichen Natur war wesentlich pessimistischer als die Francks und stärker lutherisch beeinflusst. Über Bünderlin, dessen Gedankengut weitgehend den Ideen von Hans Denck entspricht, äußerte sich Franck mit großer Bewunderung. Ansonsten betrachtete er die zeitgenössischen Theologen und die Dissidentenszene eher distanziert. Insbesondere missbilligte er die Tendenz zur Sektenbildung, den verbreiteten schwärmerischen Enthusiasmus sowie die Neigung zu Traumvisionen. Immer entschiedener wurde im Lauf der Zeit seine Abneigung gegen jedes institutionelle Kirchen- oder Sektenwesen und gegen den Glauben an die Bedeutsamkeit äußerlicher Praktiken.
Gründe für die Abweisung aller kirchlichen Autoritätsansprüche fand Franck in der Weltgeschichte, mit der er sich intensiv auseinandersetzte. Die Frucht dieser Studien war sein umfangreiches Werk Chronica, Zeitbuch und Geschichtbibel, das im September 1531 in Straßburg erschien. In dieser Weltchronik gelangte Franck zu einem vernichtenden Urteil nicht nur über das Papsttum, sondern auch über das Kaisertum und die weltlichen Machthaber im Allgemeinen. Manche Autoren hingegen, die als Häretiker – Vertreter von Irrlehren – galten, stellte er als vorbildliche Christen dar. Zu den lobenswerten „Ketzern“ zählte er auch den zeitgenössischen katholischen Humanisten Erasmus, den er damit für die Strömung des Dissidententums vereinnahmen wollte. Zu diesem Zweck stellte er Äußerungen des Humanisten zusammen, die aus streng kirchlicher katholischer Sicht verdächtig oder häretisch klangen. Dagegen setzte sich Erasmus heftig zur Wehr, denn er wollte keineswegs mit der katholischen Kirche brechen. Er beschwerte sich beim Straßburger Stadtrat und forderte ihn zum Einschreiten auf.
Daraufhin ordnete der Stadtrat am 18. Dezember 1531 die Verhaftung Francks an. Man beschuldigte ihn, die Zensur, die in Straßburg mild und oberflächlich gehandhabt wurde, umgangen zu haben. Er habe die Zensoren getäuscht, indem er ihnen nicht den gesamten Text vorgelegt habe und den Eindruck erweckt habe, sein Buch sei nur eine harmlose historische Kompilation. Diese Beschuldigung entsprach wohl zumindest teilweise der Wahrheit. Am 30. Dezember 1531 beschloss der Stadtrat die Ausweisung des missliebigen Publizisten aus Straßburg. Für Franck und seinen Drucker Balthasar Beck war der Verlauf des Konflikts katastrophal. Die Publikation war wohl ein finanzielles Desaster, denn die noch greifbaren Exemplare des Buchs wurden beschlagnahmt. Allerdings gelang es Beck möglicherweise, einen Teil der Auflage zu verstecken. Dafür spricht die relativ große Zahl der Exemplare, die erhalten geblieben sind.
Der Vorgang erregte beträchtliches Aufsehen. Er wurde Kaiser Karl V. zur Kenntnis gebracht, und der führende Straßburger Ratspolitiker Jakob Sturm musste das Verhalten seines Magistrats gegenüber dem aufgebrachten Erzbischof von Mainz, Albrecht von Brandenburg, verteidigen. Für den Stadtrat war zu dieser Zeit die reichspolitische Lage heikel. Unter diesen Umständen war Härte angesagt. Das bekam Franck zu spüren. Er hatte nach seiner Vertreibung aus Straßburg zunächst in der nahen Stadt Kehl am Rhein Zuflucht gefunden. Von dort aus bemühte er sich, den Straßburger Rat zur Aufhebung des Verbannungsbeschlusses zu bewegen. Sein Ansinnen wurde jedoch entschieden abgelehnt. Mit seiner fundamentalen Kritik an der geistlichen und weltlichen Obrigkeit hatte er sich viele Feinde gemacht.

### Die konfliktträchtige Zeit in Ulm
Im Herbst 1532 begab sich Franck nach Esslingen. Dort übte er den Beruf eines Seifensieders aus, doch mit wenig Erfolg, da die Nachfrage gering war; das Waschen mit Seife war in dieser Gegend nur im Adel üblich. Daher entschloss sich Franck zur Übersiedlung nach Ulm, wo er sich 1533 mit seiner Frau und seinen beiden Kindern niederließ. Nun nahm er seine Tätigkeit als Autor und Übersetzer wieder auf. Arbeit fand er in der Druckerei von Hans Varnier. Im Oktober 1534 erhielt er das Ulmer Bürgerrecht, allerdings nur unter der Bedingung, dass er keine gefährlichen Schriften veröffentlichte. Im Herbst 1535 erlaubte ihm der Ulmer Rat, eine eigene Druckerei zu eröffnen.
In Ulm trat Franck weiterhin für seine stark umstrittenen religiösen Überzeugungen ein und beharrte auf seiner Ablehnung jeder kirchlichen Amtsautorität. Dadurch geriet er in einen schweren Konflikt mit den einflussreichen Theologen Martin Frecht, Martin Bucer und Philipp Melanchthon. Man beschuldigte ihn der Zugehörigkeit zur Täuferbewegung. Dieser Vorwurf war geeignet, ihn der weltlichen Obrigkeit verdächtig zu machen, denn die als „Wiedertäufer“ diskreditierten Dissidenten galten als Aufrührer. Melanchthon wandte sich an den Landgrafen Philipp von Hessen, der daraufhin in einem Brief vom 31. Dezember 1534 an den Ulmer Stadtrat die Ausweisung des „Aufrührers“ forderte. Dieser widersetzte sich jedoch hartnäckig, wobei ihm sein neuer Status als Stadtbürger zustatten kam. Er betonte, dass er keineswegs ein Wiedertäufer sei. Eine vom Rat eingesetzte Untersuchungskommission ermittelte gegen ihn und legte ein von Frecht verfasstes negatives Gutachten vor, und ein Gutachten der Schulpfleger, bei dem Frecht wohl federführend war, kam zum selben Ergebnis. Unterstützung fand Franck jedoch bei dem Bürgermeister Bernhard Besserer, der in einer Stellungnahme vom 26. Oktober 1535 vor einer Tyrannei der Theologen warnte. Nach einer langwierigen Auseinandersetzung beschloss der Stadtrat am 5. November 1535, Franck das Bleiben zu gestatten, unter der Bedingung, dass er sich strikt einer städtischen Zensur unterwarf. Es folgte eine relativ ruhige Zeit, in der Franck seine brisante Schrift Die Guldin Arch, die in Ulm nicht erscheinen durfte, in Augsburg drucken ließ. Daraufhin wurden seine Widersacher erneut aktiv, und der Stadtrat ordnete am 1. Juli 1538 eine neue Untersuchung an. Nun stellte sich Franck auf den Standpunkt, die Zensurpflicht gelte nur für Veröffentlichungen in Ulm. Einige Zeit konnte er das Verfahren aufhalten, doch Frecht, der in Ulm der führende Theologe war und die Stadtgeistlichkeit hinter sich hatte, forderte nachdrücklich seine Vertreibung. Schließlich beschloss der Stadtrat, einer Stellungnahme der Kommission folgend, im Januar 1539 endgültig die Ausweisung des Dissidenten und seiner Familie. Dieser verließ Ulm im Juli mit seiner Frau und fünf Kindern und übersiedelte nach Basel. Dort nahm man ihn auf, obwohl Frecht brieflich vor ihm gewarnt hatte.

### Letzte Jahre in Basel
In Basel oder schon auf dem Weg dorthin starb Francks Gattin Ottilie. Im Jahr 1541 heiratete er Margarete (Barbara) Beck, die Stieftochter des Straßburger Druckers Balthasar Beck, der es zehn Jahre zuvor gewagt hatte, seine Chronica zu veröffentlichen.
In beruflicher Hinsicht erwies sich der Wechsel nach Basel als Erfolg. Franck konnte seine Tätigkeit als Autor und Buchdrucker ungehindert fortsetzen. Schon 1540 brachte er einen Druck heraus. In der Folgezeit arbeitete er mit dem Drucker Nikolaus Brylinger zusammen. Offenbar waren seine Vermögensverhältnisse nun günstig: Im Mai 1541 erwarb er das Bürgerrecht der Stadt Basel, wobei er die beträchtlichen Gebühren bar bezahlte, im Juli wurde er in die Safranzunft aufgenommen und im November kaufte er ein Haus zum Preis von 60 Pfund. Nach seinem Tod im Herbst des folgenden Jahres wurde am 31. Oktober 1542 das Inventar seines Nachlasses erstellt, das sich heute im Staatsarchiv Basel-Stadt befindet. Seine Witwe verkaufte im März 1543 das Haus für 147 Pfund.

## Werke
Neben eigenständigen Schriften veröffentlichte Franck auch seine Übersetzungen lateinischer Werke anderer Autoren, die er damit einem breiteren Lesepublikum zugänglich machte. Zum Teil übertrug er sie nicht nur in seine Muttersprache, sondern überarbeitete sie beträchtlich, wobei er insbesondere kommentierende Ausführungen und eigene Überlegungen einfügte. Daher ist der Übergang zwischen Übersetzungen und eigenständigen Werken fließend. Die bedeutenderen Schriften und Übersetzungen sind:
- Diallage (Nürnberg 1528), die deutsche Übersetzung einer lateinischen Schrift des Theologen Andreas Althamer, die der Auflösung von Unstimmigkeiten in der Bibel dienen soll. In Francks Vorwort sind bereits Grundzüge seines späteren Denkens skizziert, allerdings noch im Rahmen der lutherischen Theologie.[22]

- Klagbrief (Nürnberg 1529), die bearbeitete deutsche Fassung eines antikatholischen Pamphlets des englischen Reformators Simon Fish. Franck übersetzte eine lateinische Version des ursprünglich in englischer Sprache abgefassten Werks, wobei er den Text stark erweiterte und in einer Einleitung seine Auffassung des Buches darlegte.[23]

- Chronica und Beschreibung der Türkei (Nürnberg und Augsburg 1530), Francks stark bearbeitete, mit eigenen Erörterungen versehene Übersetzung der lateinischen Schrift Libellus de ritu et moribus Turcorum, einer wichtigen Quelle für die Geschichte des Osmanischen Reichs. Deren Verfasser, ein Dominikaner aus Siebenbürgen, verbrachte im 15. Jahrhundert zweiundzwanzig Jahre als Gefangener im Osmanischen Reich und berichtete danach über die dortigen Sitten. Den aktuellen Anlass zur Übersetzung bot die großes Aufsehen erregende erste türkische Belagerung von Wien im Jahr 1529. In seinem Nachwort mahnte Franck, die Auseinandersetzung mit dem Islam und dem expandierenden Osmanenreich solle den Christen Anlass zu Selbstkritik geben, denn die moralische Verkommenheit, die sie den Türken vorwarfen, sei unter ihnen selbst weit verbreitet. Den Teil des Originaltextes, der die Überlegenheit des Christentums über den Islam behandelt, ließ Franck in seiner Übersetzung weg.[24]

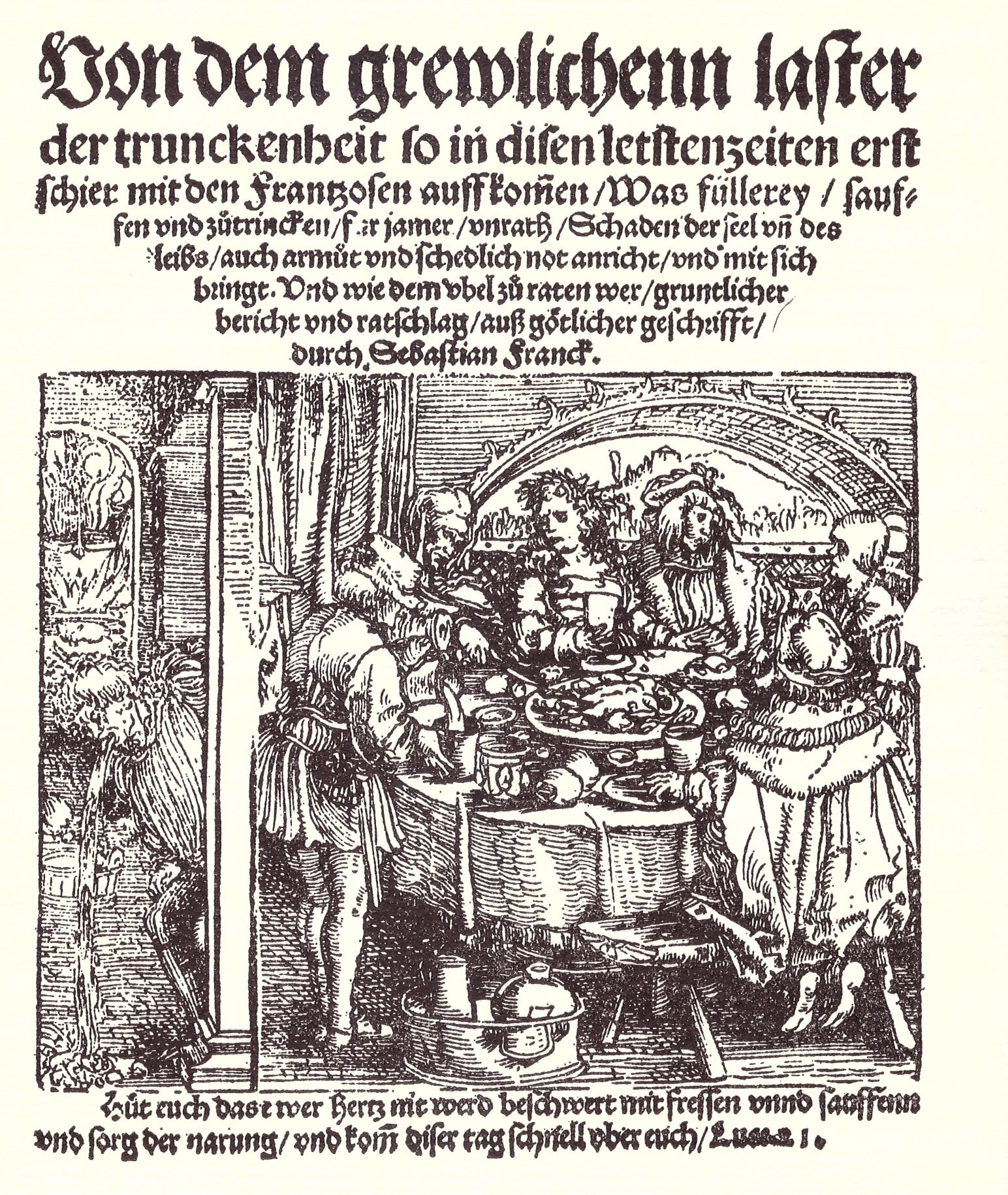
Titelholzschnitt der Schrift Von dem grewlichenn laster der trunckenheit, Ausgabe Augsburg 1531, gezeichnet vom Petrarcameister. Rechts Völlerei an der Tafel, links erbricht sich jemand nach der Schwelgerei.

- Von dem grewlichenn laster der trunckenheit [Von dem greulichen Laster der Trunkenheit] (Augsburg 1531), eine drastische Schilderung der seelischen und körperlichen Folgen des sehr verbreiteten Alkoholmissbrauchs. Hinsichtlich der Aussicht auf Abhilfe ist der Autor skeptisch. Das zentrale Thema ist der schroffe Gegensatz zwischen dem Bekenntnis zum Christentum und der fehlenden Bereitschaft zur Umsetzung christlicher Moral im Alltag.[25]

- Ein künstlich höflich Deklamation (Nürnberg 1531), Francks Übersetzung der Declamatio lepidissima ebriosi, scortatoris, aleatoris de vitiositate disceptantium des italienischen Humanisten Filippo Beroaldo, eines satirischen, unterhaltsamen Streitgesprächs. Ein Erbstreit zwischen drei Brüdern, von denen einer ein Trinker, der zweite ein Hurer und der dritte spielsüchtig ist, wird literarisch dargestellt. Franck stellte seiner Übersetzung einen ironischen Widmungsbrief an seinen Onkel, den Gastwirt Michael Franck, voran.[26]

- Chronica, Zeitbuch und Geschichtbibel (Straßburg 1531, bearbeitete Neuausgabe Ulm 1536), Francks umfangreiche, 536 Blätter im Folioformat umfassende Welt- und Kirchengeschichte. Sie gliedert sich in drei Teile: die erste Chronik, die als Chronik des Alten Testaments die Menschheitsgeschichte von Adam bis Christus behandelt, die andere Chronik, genannt das Kaiserjahrbuch, welche die Herrschergeschichte von Julius Caesar bis zum damals regierenden Kaiser, Karl V., darstellt, und die dritte Chronik, die Chronik der Päpste und geistlichen Händel. Ein Teil der Papstgeschichte ist die Ketzerchronik, in der dissidente Positionen verständnisvoll beschrieben werden. Das Material ist aus älteren Geschichtswerken, vor allem der Schedelschen Weltchronik, übernommen,[27] die Quellen werden genannt. Die Eigenleistung des Autors besteht in den weitreichenden Folgerungen, die er aus der Betrachtung der Geschichte zieht. Franck betont, dass seine Darstellung unparteiisch sei. Damit meint er, dass er aus keiner konfessionellen oder sektiererischen Perspektive urteile. Sein Ziel sei die moralische Erkenntnis und Weisheit, die man durch das Studium der Geschichte erlangen könne. In diesem Sinne sieht er in der Chronik eine „Geschichtsbibel“. In der Einleitung weist er auf seine Pionierrolle hin: Es bestehe ein Mangel an namhaften Chroniken in deutscher Sprache, und nicht ohne Grund würden die Deutschen von den Italienern als kulturlose Barbaren betrachtet.[28]

- Weltbuch (Tübingen 1534), die erste Kosmographie in deutscher Sprache. Dieses Handbuch beschreibt als „Spiegel und Bildnis des ganzen Erdbodens“ die vier Kontinente Asien, Afrika, Europa und Amerika. Als Geograph folgt Franck hier in erster Linie dem Konzept beschreibender Natur- und Länderkunde des antiken Gelehrten Strabon, nicht der kosmologisch-astronomischen, mathematischen und kartographischen Ausrichtung des Ptolemäus und der zeitgenössischen „Nürnberger Geographenschule“. Es geht ihm um die qualitativen, nicht die quantitativen Aspekte der Erdbeschreibung. Einen Schwerpunkt bildet die Humangeographie. Besondere Beachtung findet die Volkskunde.[29]

- Kronbüchlein (Ulm 1534), Francks Bezeichnung für vier zusammen veröffentlichte kleinere Schriften und Übersetzungen, mit denen er die Wertlosigkeit aller weltlichen Scheinweisheit und einer Frömmigkeit ohne spirituelle Fundierung zeigen will:
  - Lob der Torheit, die erste deutsche Übersetzung von Erasmus’ Moriae encomium[30]
  - Von der Heillosigkeit, Eitelkeit und Ungewissheit aller menschlichen Künste und Weisheit nebst dem Anhang Lob des Esels, eine Teilübersetzung der Schrift De incertitudine et vanitate scientiarum declamatio invectiva des zeitgenössischen Gelehrten Heinrich Cornelius Agrippa von Nettesheim
  - Von dem Baum des Wissens Gutes und Böses, Francks gegenwartsbezogene Auslegung der biblischen Erzählung vom Baum der Erkenntnis und vom Baum des Lebens
  - Encomium, ein Lob des törichten göttlichen Worts, eine Schrift Francks über den Unterschied zwischen dem „äußeren“ und dem „inneren“ Wort der Bibel

- Paradoxa ducenta octogina (Ulm 1534), eine Sammlung von paradoxen Aussagen, die der Autor als Ausgangsbasis für theologisch-religionsphilosophische Erörterungen nutzt. Das Material ist teils der Bibel und anderen Quellen entnommen, teils sind es gängige Sprüche; manches hat Franck wohl selbst formuliert. Er will zeigen, dass ein buchstäbliches Verständnis den Paradoxen nicht gerecht werden könne. Es führe in den Irrtum und sei die Ursache der Gegensätze zwischen den Sekten und Richtungen. Die verborgene Wahrheit könne man nur durch das „innere Wort“ erfassen, das dem Menschen innewohne und das man daher in sich selbst finde, nicht in der Außenwelt. Die Unauflöslichkeit der Paradoxe soll im Leser eine Bewegung auslösen, die ihn geistig voranbringt.[31]

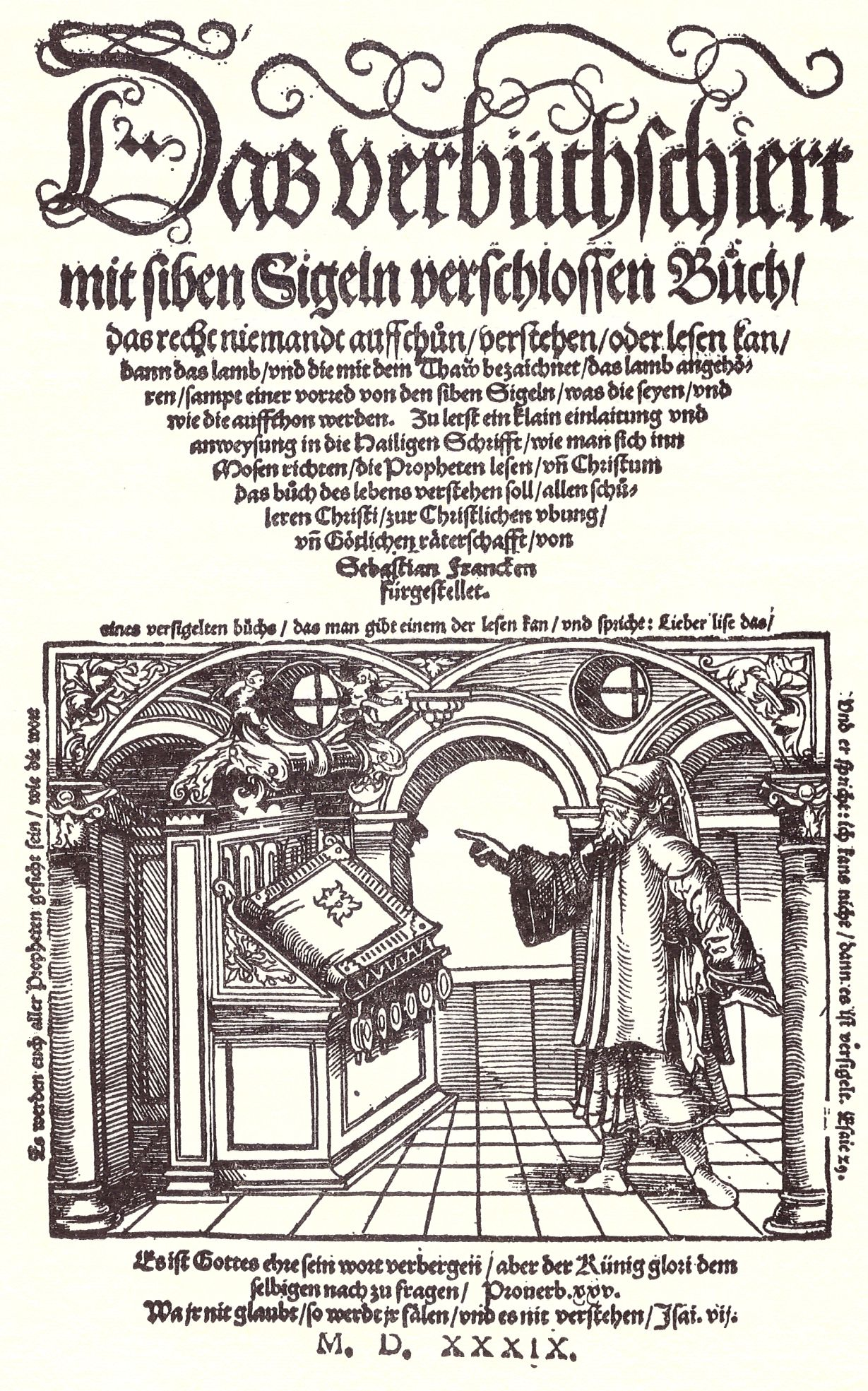
Titelblatt der Schrift Das verbüthschiert mit siben Sigeln verschlossen Bůch, Ausgabe Augsburg 1539. Der Holzschnitt zeigt einen Mann mit verbundenen Augen als „Nichtleser“ – es handelt sich um Moses – vor einem Lesepult, auf dem das mit sieben Siegeln verschlossene Buch liegt.

- Die Guldin Arch (Die goldene Arche, Augsburg 1538), eine über fünfhundert Folioseiten umfassende Sammlung von Zitaten aus der Bibel, aus theologischen Schriften und aus Werken von „Heiden und Philosophen“. Die ausgewählten Stellen sollen der Leserschaft das Spiritualitätsverständnis des Autors nahebringen. Franck ergreift auch selbst in der Vorrede, in Einschüben und Randbemerkungen das Wort. Er wirft „unseren Theologen“ – gemeint sind scholastisch denkende Gelehrte – vor, sie würden alles „messen und definieren“, als hätten „sie allein den Heiligen Geist gefressen“.[33]

- Germaniae Chronicon (Frankfurt am Main und Augsburg 1538), ein umfangreiches Werk, das die politische Geschichte und Kulturgeschichte „des ganzen Deutschlands, aller deutschen Völker“ behandelt. Es fußt auf der Chronik des Johannes Nauclerus.[34]

- Das verbüthschiert mit siben Sigeln verschlossen Bůch (Augsburg 1539), eine Anleitung zur Lektüre der Bibel, die als „verbütschiertes“ (versiegeltes) Buch dargestellt wird. Der Autor will dem Leser zeigen, wie die „sieben Siegel“, mit denen die Bibel verschlossen sei, zu öffnen seien. Nach seiner Darstellung ergibt sich die Auflösung von Widersprüchen, wenn man von der wörtlichen Bedeutung gegensätzlicher biblischer Aussagen absieht und sich der übergeordneten spirituellen Wahrheit zuwendet, die jeweils beide Aussagen umfasst.[35]

- Kriegsbüchlein des Friedens (Augsburg 1539), eine unter dem Pseudonym „Friedrich Wernstreyt“ veröffentlichte Kampfschrift, in der Argumente zur Begründung von Francks Friedensethik zusammengestellt sind.

- Sprichwörter (Frankfurt am Main 1541), eine große Sammlung von fast siebentausend Sprichwörtern, sprichwörtlichen Redensarten und Redewendungen unterschiedlicher Thematik, teils in lateinischer Sprache mit Übersetzung. Meist folgen auf einen lateinischen Spruch mehrere ähnliche deutsche, die allerdings teilweise nicht deutschen Ursprungs, sondern Übertragungen aus dem Lateinischen sind. Eingeschoben sind theologisch-philosophische Erörterungen, die äußerlich an einzelne Sprichwörter anknüpfen, historische Beispiele und Fabeln. Manche Sprichwörter sind erläutert, andere nicht. Franck folgte dem Konzept von Erasmus’ Sprichwortsammlung Adagia. Wie Erasmus sah er in der Dunkelheit und Kürze alter Spruchweisheiten Indizien einer verborgenen Wahrheit. Christliches und paganes Sprichwortgut hielt er für gleichermaßen wertvoll. Er billigte aber keineswegs die Behauptungen aller Sprichwörter, die er anführte. Vielmehr wollte er dem Leser Gelegenheit bieten, durch die Auseinandersetzung mit den vielfältigen, teils gegensätzlichen Aussagen sein Urteilsvermögen zu schärfen.[36]

## Lehre
Francks Weltanschauung ist sowohl vom kritischen Geist des Renaissance-Humanismus als auch vom religiösen Emanzipationsstreben der frühen Reformationszeit geprägt. Zu den Zeitgenossen, von denen er Anregungen empfing, zählen vor allem der junge Luther, Erasmus und Hans Denck. Wesentliche Impulse verdankte er auch zwei spirituellen Autoren des 14. Jahrhunderts: Johannes Tauler und dem unbekannten Verfasser der Theologia deutsch. Intensiv setzte er sich mit dem Corpus Hermeticum auseinander.

### Religiöse Gedankenwelt
Im Zentrum von Francks Gedankenwelt steht das Verhältnis des Menschen zu Gott. Er ist zwar Theologe, doch seine Lehre verlässt sowohl vom Ansatz als auch von den Konsequenzen her den Boden des herkömmlichen theologischen Denkens. Daher ist sie weniger Theologie im üblichen Sinn als vielmehr eine religiöse Philosophie. Ein wichtiger Aspekt ist die eschatologische Erwartung des nahenden Weltendes, die Franck mit vielen seiner Zeitgenossen teilt. Angesichts der düsteren Gegenwart und Zukunft sehnt Franck das Ende herbei, betont aber die Ungewissheit des Zeitpunkts und der Einzelheiten.

#### Fundamentale Kritik am Katholizismus
Eines der Hauptanliegen Francks ist die Widerlegung des päpstlichen Autoritätsanspruchs, mit dem er sich in seiner Papstchronik auseinandersetzt. Anhand des Quellenmaterials will er den Päpsten Verfälschung der christlichen Lehre und sonstige Untaten nachweisen. Dabei steht er vor dem Problem, dass er für die Papstgeschichte auf Nachrichten aus italienischen Quellen angewiesen ist, deren katholische Autoren er wegen ihrer Einbindung in die kirchliche Elite nicht für vertrauenswürdig hält. Aus seiner Sicht sind sie Karrieristen, die sich nicht um die Wahrheit bemüht haben. Beim Bestreben, dem Papsttum die Grundlage zu entziehen, stützt er sich vor allem auf eine Argumentation, mit der er beweisen will, dass der Apostel Petrus, der angebliche erste Papst, keineswegs Bischof von Rom gewesen sei und dort den Märtyrertod erlitten habe. In Wirklichkeit habe sich Petrus nie in Rom aufgehalten.
Im Gegensatz zu anderen reformatorischen Autoren führt Franck die Korrumpierung des Christentums nicht erst auf die konstantinische Wende im 4. Jahrhundert zurück. Vielmehr meint er, nur in der Apostelzeit habe es eine wahrhaft christliche Gemeinde gegeben. Der Verfall sei schon unter den unmittelbaren Nachfolgern der Apostel eingetreten. Die Verbindung von Kirche und Staat ab der Zeit Konstantins des Großen ist für Franck nur eine weitere Phase im Prozess des zunehmenden Verrats an der christlichen Lehre. Im Unterschied zu Luther und anderen Reformatoren beurteilt Franck nicht nur das Papsttum, sondern auch die Konzile prinzipiell negativ. Sie hätten maßgeblich zur Festigung der kirchlichen Tyrannei beigetragen und den Weg zu einem brutalen Umgang mit den Ketzern gebahnt.
Die Entstehung und Entwicklung des Papsttums betrachtet Franck nicht als vermeidbares Unglück, sondern als Notwendigkeit. Nach seiner Meinung will und muss die Welt ein Papsttum haben; nötigenfalls würde sie – wie er sarkastisch bemerkt – das Papsttum „stehlen“, um sich einer solchen Autorität unterwerfen zu können.

#### Das Konzept eines nichtkonfessionellen Christentums
Im Anhang seiner Türkenchronik formuliert Franck erstmals seine Auffassung, dass die Reformationsbewegung in vier große Glaubensrichtungen zerfällt: die lutherische, die zwinglische, die täuferische und eine vierte, die nur im Geist besteht, auf alle äußerlichen Mittel verzichtet und sich jenseits aller konfessionellen Konflikte positioniert. Die vierte, spiritualistische Richtung ist seine eigene. Francks Kernanliegen ist die Verbreitung seines Konzepts eines nichtkonfessionellen „unparteiischen Christentums“ jenseits der streitenden Bekenntnisse. Sein Ideal, das er allerdings nicht für erreichbar hält, ist die Überwindung der Aufspaltung der Christenheit in verschiedene Kirchen und Sekten. Damit meint er aber nicht, dass die Etablierung einer Einheitskirche wünschenswert wäre. Vielmehr betrachtet er grundsätzlich jede religiöse Gemeinschaft, die sich dogmatisch festlegt, institutionell organisiert und hierarchisch strukturiert, als ein Übel. Die Entstehung von Konfessionen führt er auf eine Abwendung von Gott und Hinwendung zu unwesentlichen und tendenziell schädlichen Äußerlichkeiten zurück.
Francks Gegenkonzept ist eine unorganisierte und daher unsichtbare, rein geistige Gemeinschaft der echten Christen. Diese unterscheiden sich nach Francks Verständnis von ihrer Umwelt durch das Fundament ihrer Überzeugungen und sind untereinander nur durch ihr Verhältnis zu ein und derselben Wahrheit verbunden. Sie beziehen ihre religiöse Gewissheit nicht aus theologischen Dogmen, die ihnen beigebracht wurden, und nicht einmal aus der Bibel, sondern aus einem Wissen, das sie in sich selbst vorfinden. Daher kann es bei ihnen keinen privilegierten Ausleger geben. Die Quelle des Wissens ist – so Franck – im Inneren des Menschen vorhanden. Man kann zu ihr Zugang erlangen, indem man sich von fragwürdigen äußeren Einflüssen befreit und nur auf das „innere Wort“ achtet. Dieses wird dann zur einzigen Autorität und Richtschnur. Erst wenn die entscheidende Wende nach innen, zu dem „vergrabenen Schatz“, vollzogen ist, erschließt sich dem Menschen das richtige Verständnis der wirklichen Lehre der Bibel. Wer sich mit dem bloßen Wortlaut begnügt und nicht zum verborgenen Sinn vordringt, wird durch die Bibel nicht zu Gott geführt, sondern im Gegenteil sogar von ihm entfernt. Diese Überzeugung Francks steht in scharfem Gegensatz zum lutherischen Grundsatz „sola scriptura“, dem zufolge die Heilige Schrift sich selbst auslegt, da ihr Wortlaut klar und der Sinn offenkundig ist.
Diese Lehre setzt eine Kontinuität zwischen Gott und Mensch voraus, dank der im Menschen eine göttliche Erkenntnisfähigkeit angelegt ist. Dabei ist sich Franck durchaus darüber im Klaren, dass seine Erhebung des „inneren Wortes“ zur Norm einen problematischen Subjektivismus zur Folge hat: Jeder kann nun den Anspruch erheben, vom inneren göttlichen Wort belehrt zu sein und damit die Wahrheit zu besitzen. Diese Konsequenz nimmt Franck in Kauf. Mit dem Prinzip der vollen Selbstständigkeit lädt er dem einzelnen Individuum auch die Last der vollen Verantwortung auf. Jeder hat für sich zu prüfen, ob das, was er in sich zu hören meint, wirklich das göttliche Wort ist.
Zur unsichtbaren Gemeinschaft der wahren Christen gehören für Franck auch viele „Türken und Heiden“, die „Christi Namen nie gehört haben“, aber „seine Kraft durch das innerliche Wort in sich vernommen und dasselbe fruchtbar gemacht“ haben und von Gott „belehrt und inwendig gezogen“ werden. Der Schöpfer sei unparteiisch, er sei auch der „Gott der Heiden“ und wende sich allen zu, die ihm „in der Stille zuhören“. Unter diesen Hörern hebt Franck die antiken Philosophen Diogenes von Sinope und Plotin hervor.
Aus dem unbedingten Vorrang des „inneren Wortes“ gegenüber der gesamten Außenwelt ergibt sich für Franck die Forderung nach uneingeschränkter Gewissensfreiheit. Daraus zieht er eine für seine Zeit außergewöhnliche Konsequenz: Im Gegensatz zu anderen radikalreformatorischen Denkern, die für eine tolerante Kirche eintreten, verwirft er das Kirchenwesen als solches. Aus dem bisherigen Geschichtsverlauf folgert er, dass konfessionelle Institutionen generell die Gewissensfreiheit verneinen. Mit ihrem Anspruch auf ein Wahrheitsmonopol säen sie Zwietracht, mit ihren Gehorsamsforderungen unterdrücken sie die Gläubigen. Zwar ist das Böse in der römischen Kirche von den Reformatoren aufgedeckt worden, doch in den reformierten Kirchen erscheint das böse Prinzip in neuer Form. Die Autorität der katholischen Dogmen ist durch die des toten Buchstabens der Bibel ersetzt worden, und so werden die Gläubigen erneut irregeführt. Aus dieser Geschichtsdeutung und der Beobachtung der zeitgenössischen gewaltsamen Konflikte leitet sich ein Kernelement von Francks Lehre ab: die prinzipielle Ablehnung jeder Form von religiöser Bevormundung. Keiner geistlichen Obrigkeit, sei sie katholisch oder protestantisch, darf eine Lenkungsbefugnis zugebilligt werden; keine hat das Recht, verbindliche Dogmen festzulegen und abweichende Positionen als Irrlehren zu brandmarken und zu verfolgen. Insbesondere das Zusammenwirken von geistlicher und weltlicher Gewalt ist Franck ein Gräuel. Heftig greift er die von den Landesherren abhängigen willfährigen Geistlichen an, unter denen die Hofgeistlichkeit eine herausgehobene Stellung einnimmt. In ihnen sieht er Komplizen schlimmer Herrscher, die deren Untaten religiös rechtfertigen und als Christenpflicht darstellen.

#### Offenbarung, Gnade und Heil
Für Franck ist die Bibel keineswegs wie für die Lutheraner die einzige Offenbarungsquelle und damit alleinige Richtschnur. Die Vorstellung, das göttliche Wort komme nur in einem einzigen Buch zum Ausdruck, ist nach seinem Offenbarungsverständnis falsch. Vielmehr begleitet das Wort den Menschen, wenn er sich darauf einstellt, zu allen Zeiten und ist vielfältigen Quellen zu entnehmen. Die Offenbarung vollzieht sich kontinuierlich durch den Verlauf der Geschichte, und es kommt nur darauf an, diesen richtig zu deuten. Somit ist die Bibel nur ein historisches Zeugnis unter anderen. Eine Chronik, die historische Vorgänge aus spiritueller Sicht darstellt, kann eine „Geschichtsbibel“ sein, die dem verständigen Leser sogar noch besser als die Bibel die göttliche Botschaft erschließt. Damit wird auch die Bedeutung des historischen Christus relativiert: Er war nach Francks Verständnis zwar eine Erscheinung des göttlichen „Wortes“, aber nicht dessen vollständige Verkörperung; eine solche ist prinzipiell gar nicht möglich, denn sonst wäre Gottes Wort endlich. Aus dieser Sicht erscheint Christus nicht als Erlöser, sondern nur als Vorbild. Außerdem ist einem Brief Francks von 1531 zu entnehmen, dass er sich der Argumentation des dissidenten spanischen Theologen Michael Servetus anschloss, mit der dieser die Trinitätslehre ablehnte.
Die Kritik am gängigen Bibelglauben begründet Franck mit einer Reihe von Argumenten:
- Wenn die Bibel die Quelle des Heils wäre, müsste eifrige Bibellektüre zu ethischer Besserung führen. Dies ist aber nicht der Fall, vielmehr verteidigt jeder sein unsittliches Leben mit Bibelzitaten. Für jede Art der Lebensführung lässt sich eine biblische Rechtfertigung finden und für die gegenteilige ebenso, beispielsweise für Verschwendung und Geiz. Mit Bibelstellen kann man alles beweisen. Nach der Meinung der Lutheraner weiß jeder, der lesen kann und eine Bibel hat, darin den heiligen Geist zu ertappen. Das ist jedoch ein Irrtum.
- Der Glaube an die buchstäbliche Autorität der Bibel führt zu theologischen Spitzfindigkeiten, die den Blick auf das Wesentliche verstellen. Hierzu zählt Franck den Theologenstreit um die Realpräsenz.
- In der Bibel finden sich zahlreiche einander widersprechende Aussagen; was wirklich gemeint ist, ist keineswegs – wie die Lutheraner behaupten – offenkundig. Diese Widersprüche könnte es nicht geben, wenn Gott sie nicht gewollt hätte. Er hat sie hineingesetzt, um die Leser zu verunsichern und so zu verhindern, dass sie aus der Schrift einen Abgott machen.
- In der vorliegenden Bibel fehlen eine Reihe von Schriften, die im Lauf der Zeit verlorengegangen sind, beispielsweise das (heute so genannte) „äthiopische Henochbuch“. Solche Verluste hätte Gott nicht zugelassen, wenn die Heilige Schrift als sein Wort die höchste Autorität wäre.
- Die menschlichen Sprachen – auch die hebräische – verändern sich im Lauf der Zeit, und eine verdrängt die andere. Daher ist die Sprache ein unzulängliches Instrument für die Übermittlung der überzeitlichen göttlichen Wahrheit.
- Die Bibel kann nicht verbindliche Norm sein, denn ihre Textüberlieferung ist problematisch, was zu Unsicherheiten führt. Diesbezüglich stützt sich Franck auf die Vorarbeit der humanistischen Bibelkritik.[53]

Als „Heilige Schrift“ betrachtet Franck nur das Alte Testament, das nach seiner Ansicht ohne eine rechte Auslegung ein „toter Buchstabe“ ist. Im Gegensatz dazu fasst er das Neue Testament als „mündliche Predigt“ auf.
Während Franck den lutherischen Kernsatz „sola scriptura“ – die ausschließliche Berufung auf die Bibel – verwirft, teilt er eine andere Grundüberzeugung Luthers: das Heilsverständnis, dem zufolge der Mensch allein durch den Glauben (sola fide) und die Gnade (sola gratia) sein Heil erlangt. Die guten „Werke“, die man vollbringt, tragen nach dieser „Rechtfertigungslehre“ nichts zum Heil bei. Die damit ausgedrückte dezidierte Ablehnung der „Werkgerechtigkeit“ ist ein Hauptmerkmal der reformatorischen Theologie. Werke dürfen nicht als Leistungen des Menschen aufgefasst werden, mit denen er sich ein Verdienst erwirbt, für das er von Gott einen Lohn erwarten kann. Keinesfalls kann man durch gute Taten ein besserer, gerechterer und frommer Mensch werden. Vielmehr ist das Verhältnis umgekehrt, wie Franck – einen Vergleich Luthers aufgreifend – betont: Die Früchte „folgen“ dem Baum, denn ein guter Baum bringt gute Früchte hervor, ein schlechter schlechte, und es sind nicht die Früchte, die ihn gut oder schlecht machen. Ebenso „folgen“ gute Werke dem Gerechten, weil er bereits gerecht ist. Niemals können sie der Gerechtigkeit eines Handelnden „vorangehen“ und ihn gerecht machen. Man wird nicht gut, indem man Gutes tut. Allerdings weicht Franck in einem wesentlichen Punkt von der lutherischen Rechtfertigungslehre ab: Um jede Werkgerechtigkeit auszuschließen, bestreitet Luther eine naturnotwendige Verknüpfung von Glauben und Werk. Franck hingegen meint, dass sich wahrer Glaube zwangsläufig in Werken zeigen müsse, eine Trennung sei unmöglich. Wenn der Glaube nicht durch die Lebenspraxis umgesetzt werde, wenn beispielsweise ein nomineller Christ trunksüchtig sei, könne man folgern, dass es sich nicht um wirklichen Glauben handle. Ein Zwiespalt zwischen Lehre und Leben sei unannehmbar.
Außerdem unterscheidet sich Francks Gnadenbegriff von dem lutherischen. Franck führt die Fähigkeit des Menschen, zu wahrer Erkenntnis Gottes zu gelangen, nicht auf eine besondere historische Gnadenzuwendung Gottes zurück, sondern auf eine naturgegebene Anlage des Menschen. Er meint, die menschliche Gotteserkenntnis sei eigentlich eine Selbsterkenntnis Gottes, und darin liege der Sinn der Schöpfung, denn ohne die Geschöpfe wäre Gott sich selbst unbekannt.
Ein zentraler Aspekt von Francks Religiosität ist ihr rein geistiger Charakter. Alle Äußerlichkeiten hält er für spirituell belanglos. Daher verurteilt er den Glauben an die Bedeutsamkeit und heilspendende Wirkung von Riten und Zeremonien. Die Kulthandlungen hält er für Äußerungen eines verhängnisvollen Aberglaubens, der von der göttlichen Wahrheit ablenke und schlimme Zwistigkeiten und Spaltungen verursache. Diesen Vorwurf richtet er nicht nur an die Katholiken, bei denen Kultakte eine herausragende Rolle spielen; er dehnt ihn auf alle Kultgemeinschaften aus.

#### Das Freiheitsideal
Francks Skepsis gegenüber der „Welt“ und allem „Weltlichen“ führt ihn zur Hochschätzung einer inneren Zurückgezogenheit und Abgeschiedenheit. Er kultiviert das Ideal der Freiheit von Sorgen um irdische Güter. Als Protestant verwirft er zwar den katholischen Zölibat und ist selbst verheiratet, doch kritisiert er auch die gängige Praxis des bürgerlichen Ehelebens, die sich einseitig an der äußeren Norm der Treue orientiere und innere Werte vernachlässige. Er macht geltend, dass sich hinter äußerlicher Ehrbarkeit und scheinbarer Frömmigkeit ein fragwürdiger Charakter verbergen könne. Verschiedentlich weist er auf die mürrische Art und Streitsucht von Ehefrauen hin. Dennoch hält er an einem hohen Eheideal fest. Seine Haltung ist zwiespältig: Einerseits preist er die eheliche Liebe, andererseits hält er es für wünschenswert, „der Welt abzusterben“, also auf weltliche Bindungen zu verzichten und dadurch Freiheit zu erlangen. Das Familienleben und seine eigene Verantwortung als Familienvater bedeuten ihm Last und Unfreiheit. Als Muster eines geistig freien Weisen verehrt er den „lachenden Philosophen“ Demokrit, den das sinnlose Treiben der Menschen zum Gelächter angeregt habe.

### Geschichtsverständnis

#### Die Forderung der Unparteilichkeit
Für Franck ist die ganze Welt mit allen Kreaturen ein „offenes Buch“, eine „lebendige Bibel“, aus der man ohne jede Anleitung „Gottes Kunst studieren“ kann. Das gilt insbesondere für die Geschichte – sowohl für die Erfahrung der Menschheitsgeschichte als auch für die persönliche Geschichte des nach Erkenntnis strebenden Individuums. Wer den ganzen Verlauf des eigenen Lebens achtsam verfolgt hätte, der hätte „eine eigene Chronik von ihm selbst“ zu schreiben. Die Geschichte ist die „Meisterin des Lebens“, die „lebt“ und dem Betrachter „lebendige Beispiele“ vor Augen stellt. Gottes Wort kann nicht „aus seinem Mund gehen“, vielmehr redet er mit dem Menschen „im Werk und mit der Tat“. Diese Sprache Gottes wird allerdings gewöhnlich nicht verstanden. Das Hindernis ist aus Francks Sicht die Unfähigkeit, sich von subjektiven Perspektiven und den damit verbundenen Affekten und Bewertungen zu lösen. Solcher Befangenheit stellt Franck seinen Anspruch auf Unparteilichkeit entgegen. Er weist darauf hin, dass Unparteilichkeit ein wesentliches Merkmal Gottes sei. Demnach nimmt der Mensch, der sich von der Parteilichkeit befreit, gewissermaßen den göttlichen Standpunkt ein. Gemeint ist eine innere Haltung, die zu allen Kirchen, Sekten, Staaten, Völkern, Parteien, Kulturen und Epochen gleichermaßen Distanz hält.
Beim Betrachten der historischen Vorgänge und Akteure hat man sich nicht nur vor der eigenen Voreingenommenheit zu hüten, sondern auch vor allen Autoritäten. Fremde Meinungen und Behauptungen dürfen die eigenständige Urteilsbildung nicht überlagern und verzerren. Benötigt wird eine innere Überlegenheit gegenüber den Sitten und Bräuchen der Welt und damit auch gegenüber allen fremden Bewertungskriterien. Sie wird nach Francks Überzeugung dann gewonnen, wenn man sich bei der Auswertung der kollektiven und individuellen Erfahrungen allein auf das inwendige Wort Gottes verlässt. Dazu bemerkt Franck: „Wer aber mit der Welt dahintanzt, der kann die Torheit der Welt nicht sehen, weil er selbst damit beladen darin steckt. Wer aber hinter dem Tanz steht, der allein wird gewahr, was im Tanz geschieht.“ Er warnt, man dürfe keinem Buch vorbehaltlos vertrauen, nicht einmal der Bibel, solange man nicht „bei sich“ gelernt habe, den Inhalt im Sinne Gottes zu verstehen und zu beurteilen. In diesem Sinne betont er auch, die Beurteilung der Vorgänge, die er als Chronist schildert, bleibe dem Leser anheimgestellt. Die Aufgabe des Autors beschränkt sich für ihn auf das Zusammentragen und Vorweisen des Materials. Der Geschichtsschreiber darf in seinem Werk nicht präsent sein. Er hat Geschichte so darzubieten, wie er sie in seinen Quellen vorfindet.
Die „unparteiische“ Grundhaltung Francks zeigt sich auch in seinem Umgang mit den nichtchristlichen Religionen. Dabei wendet er sich gegen die gängige Verteufelung der „Ungläubigen“. Den Überlegenheitsanspruch vieler Christen gegenüber Andersgläubigen aufgrund des bloßen Bekenntnisses zum Christentum weist er zurück. Nach seiner Ansicht haben alle Kulturen und Zeiten den gleichen Abstand von Gott; Gott hat sein Volk überall. Mit dem Judentum, dem Islam und dem „Heidentum“ setzt sich Franck auf dieselbe Weise auseinander wie mit dem Konfessionalismus seiner Umgebung. Er verwirft die Institutionen, Regelsysteme und Kultbräuche der fremden Religionen aus demselben Grund, aus dem er die hierarchischen Strukturen, formalen Vorschriften und Zeremonien der christlichen Glaubensgemeinschaften ablehnt. Insbesondere kritisiert er die buchstäbliche Befolgung der traditionellen Gebote im Judentum, denn er sieht darin eine Abhängigkeit von Äußerlichkeiten, die den Gläubigen von Gott entferne und zwangsläufig zum Pharisäismus führe. Am Islam tadelt er die enge Verbindung von Staat und Religion und die Ausbreitung mit gewaltsamen Mitteln. Bei den „Heiden“ missfallen ihm die Kultpraktiken und Götterbilder, die aus seiner Sicht eine Hinwendung zu gottferner Vordergründigkeit darstellen. All diese Kritik an religiösen Regeln und Institutionen überträgt Franck jedoch nicht auf die gläubigen Individuen. Vielmehr legt er Wert auf die Feststellung, dass die individuelle Gotteserfahrung allen Anhängern fremder Religionen, auch den Polytheisten, ebenso wie den Christen offenstehe.
Zur Unparteilichkeit gehört für Franck auch eine entschiedene Zurückweisung des Nationalismus. Er lehnt es ab, mit einseitigem Lob des deutschen Volkes „ein großes Feldgeschrei“ zu machen, denn die Deutschen hätten zwar bedeutende Taten vollbracht, aber auch oft große Tyrannei und Ungerechtigkeit geübt. Kein Volk sei besser als ein anderes.

#### Herrschermacht und Krieg
Francks Geschichtsbild ist von tiefem Misstrauen gegen den Staat und die staatliche Macht geprägt. Insbesondere die herkömmliche Sakralisierung der Herrschaft ist ihm verhasst. Hinter den grandiosen Fassaden herrscherlicher Selbstdarstellung steckt lauter Elend. Die Weltgeschichte ist einheitlich und verläuft gleichartig, sie wiederholt sich in Katastrophen. Jede Gesellschaft scheitert schließlich katastrophal, weil sie ihre Fehler nicht wahrnimmt. Einen historischen Fortschritt im Sinne einer Humanisierung oder Einführung christlicher Moralgrundsätze in die Welt der Politik sieht Franck nicht. Die Christianisierung des spätantiken römischen Staates im Verlauf der konstantinischen Wende stellt für ihn keineswegs eine begrüßenswerte Entwicklung dar, sondern ist als umfassende Korrumpierung des Christentums zu beklagen. Die Ernsthaftigkeit der Bekehrung Kaiser Konstantins des Großen hält er für zweifelhaft; er berichtet von einer Legende, der zufolge bei der Taufe des Kaisers eine Stimme in der Luft gehört wurde, die verkündete, ein Gift oder eine Seuche sei in die Kirche gefallen. Seither hat sich nach Francks Einschätzung das Verhältnis von Herrschern und Untertanen kaum verbessert. Obwohl die Kaiser und Könige seit mehr als einem Jahrtausend nominell Christen sind, verhalten sie sich gewöhnlich despotisch wie ihre heidnischen Vorgänger. Von ihnen ist kaum etwas Gutes zu erwarten. Wohlwollende und verantwortungsbewusste Herrscher sind seit jeher selten. Die Mentalität der Machthaber ist im Wesentlichen immer noch dieselbe wie zur Zeit der ersten Könige Israels. In den christlichen Staaten folgt die Machtpolitik denselben Gesetzmäßigkeiten wie in der vorchristlichen Staatenwelt des Altertums. Die Herrscher sind meist räuberisch, unersättlich und verblendet; hinzu kommt die Anmaßung der Päpste, die weltliche Macht beanspruchen und erringen. Alle Herrlichkeit der hochmütigen Herrscher beruht letztlich auf Gewalt, ist hinfällig und geht früher oder später durch fremde Gewalt zugrunde. Kriege werden mutwillig angezettelt und dann auf dem Rücken der Bevölkerung ausgetragen. Wenn schließlich nach all dem Blutvergießen und den Verheerungen allgemeine Ermüdung eintritt, versöhnen sich die streitenden Fürsten und legen ihre Meinungsverschiedenheit bei. Besonders deutlich zeigt sich die eigentliche Natur der militärischen Konflikte im Söldner- und Landsknechtwesen: Der Krieg ist zum Normalzustand geworden, Söldner machen aus dem Kriegshandwerk ein einträgliches Geschäft, stellen sich dem Meistbietenden zur Verfügung und wenden sich schließlich auch gegen ihre Auftraggeber. Mancher Krieg wäre unterblieben, wenn es dieses „unnütze Gesind“ nicht gäbe.

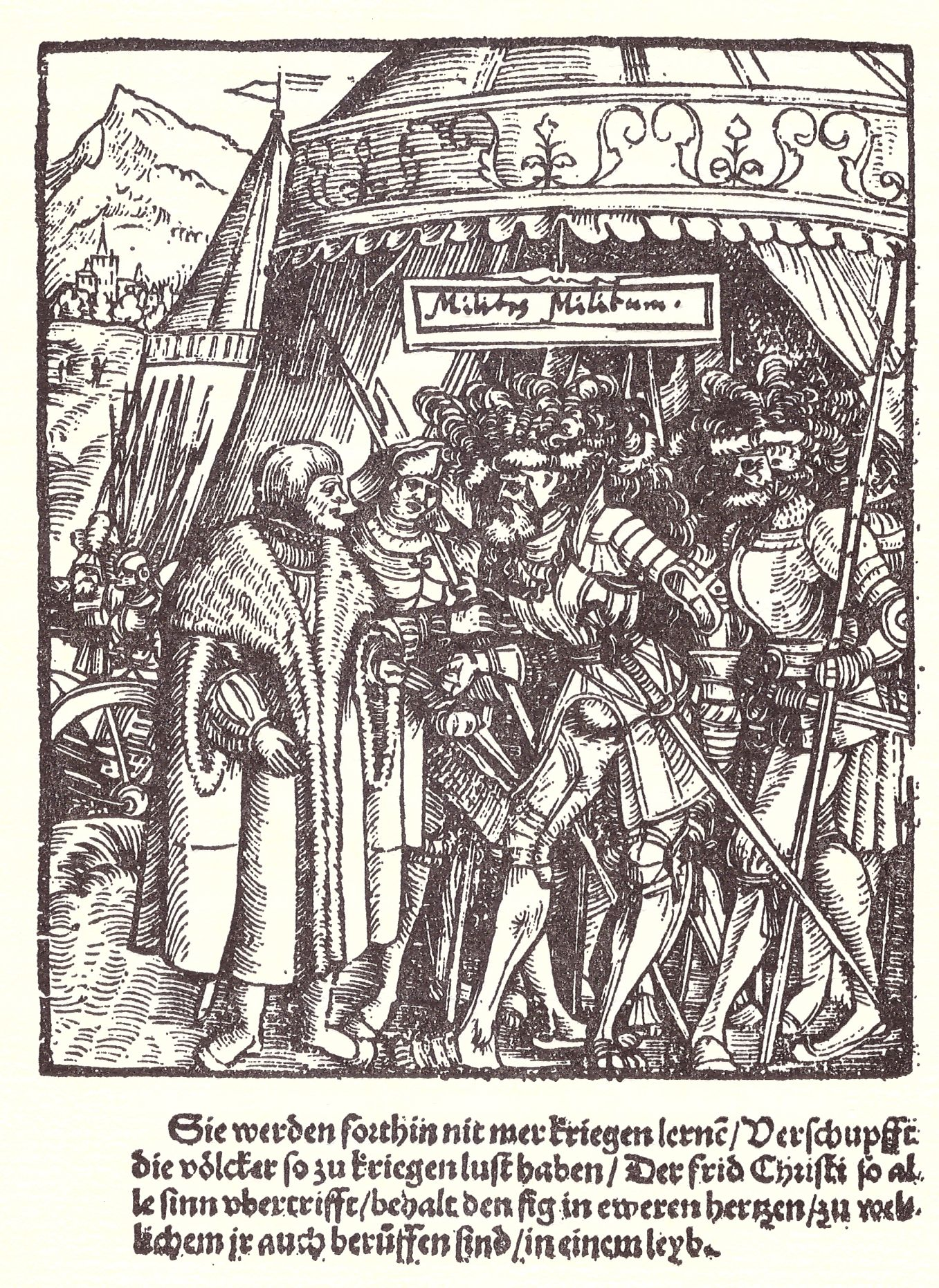
Titelrückseite des Kriegsbüchleins des Friedens, Ausgabe Augsburg 1539. Holzschnitt mit Bürgern und Rittern vor einem Zelt im Kriegslager. Kopie einer Illustration von Hans Weiditz.

Im Krieg sieht Franck die schlimmste aller Torheiten. Er verwirft militärische Gewalt generell als für wahre Christen unzulässigen Weg. Über Soldaten, die ihre Heimat verteidigen, maßt er sich kein Urteil an, doch weist er darauf hin, dass der Friedensweg immer sicherer sei und dass zu seiner Zeit ein christlicher Krieg so selten sei wie Störche im Winter. Mit seiner Polemik gegen das Blutvergießen will er Gleichgesinnte bestärken. Ein Pazifist im Sinne einer Friedensbewegung ist er aber nicht, denn er glaubt nicht an das Ziel eines künftigen Weltfriedens. Eine allgemeine Ächtung des Krieges hält er für utopisch. Nach seiner Einschätzung wird sich an dem Unrechtsregime der Herrschenden und an der gewaltsamen Austragung politischer Konflikte niemals etwas grundsätzlich ändern, da das politische Geschäft seiner Natur nach teuflisch ist. Man kann – so Franck – den Krieg nicht durch sein Gegenteil, den Frieden, bekriegen und vertreiben. Erreichbar ist nur, dass einzelne Menschen das Wesen der Gewalt durchschauen und sich dann konsequent davon abwenden. An dieses Publikum wendet sich Francks Publizistik.
Als Symbol für die Fragwürdigkeit der weltlichen Obrigkeit betrachtet Franck, Überlegungen des Erasmus aufgreifend, den Adler als Wappentier der Kaiser und Fürsten. Charakteristisch für diesen Vogel sei, dass er weder von Natur aus zahm sei noch wie etwa der Falke gezähmt werden könne. Der Adler sei blutgierig und hasse den Frieden. Man sehe seiner Gestalt an, dass er dazu geboren sei, zu rauben, zu morden und zu streiten. Dass die Herrscher gerade diesen Raubvogel in ihren Wappen zu führen pflegen, hält Franck für sehr bedeutsam. Er sieht darin ein Zeichen für das wahre Wesen der Machthaber, die sich – wie er spöttisch bemerkt – als sanftmütige, ganz uneigennützige Förderer des Gemeinwohls ausgeben. In Wirklichkeit finde man in den Chroniken kaum einen oder zwei, die tatsächlich einer solchen Selbstdarstellung entsprächen.
Trotz seiner scharfen Kritik am Verhalten der Herrscher hält Franck die Monarchie für vernünftig und notwendig. Er meint, sie verhindere das Elend anarchischer Verhältnisse und sei daher ein kleineres Übel als die Dummheit und Unmenschlichkeit des entfesselten Pöbels, die er oft anprangert. Das Kaisertum betrachtet er als weltliche Institution, das Gottesgnadentum lehnt er ab. Die Wahlmonarchie zieht er der Erbfolge vor. Überhaupt verwirft er das Prinzip der Erblichkeit von Machtstellungen und damit die Existenzgrundlage des Adels. Dem Herrschaftsanspruch des Adels fehle eine Begründung, da Herrschertugenden nicht vererbt würden. Außerdem brandmarkt Franck die unter den Adligen verbreitete Rohheit und Gewalttätigkeit. Beifällig äußert er sich hingegen über den Defensor pacis des Marsilius von Padua, eine gegen Willkürherrschaft gerichtete Schrift.
Zu den wenigen Herrschern, die Franck günstig beurteilt, zählen Ludwig der Bayer, den er als Widersacher des Papstes schätzt, und Kaiser Friedrich III., dessen Friedensliebe er lobt. Ein vernichtendes Urteil fällt er hingegen über Karl den Großen, der durch seine Kaiserkrönung das Reich dem Papsttum ausgeliefert habe, und über die Karolinger. Wenig hält Franck von dem zu seinen Lebzeiten regierenden Kaiser Karl V., dessen Prunkentfaltung er tadelt und dem er unter anderem die Plünderung Roms durch Landsknechte im Sacco di Roma verübelt. Die Italienpolitik der römisch-deutschen Kaiser lehnt er grundsätzlich als Irrweg ab. Besonders verwerflich erscheint ihm die Verknüpfung von politischer Macht und religiöser Autorität in der islamischen Welt.
Aus Francks allgemeinen Überzeugungen ergibt sich für ihn auch eine scharfe Ablehnung der gewaltsamen Christianisierung der Sachsen durch Karl den Großen. Den heidnischen Sachsen hält er zugute, dass sie keine Bilder von ihren Göttern angefertigt hätten, da sie erkannt hätten, dass sich die unbegreifliche Gottheit nicht abbilden lasse. Solche Heiden sind aus Francks Sicht gewissermaßen „christlicher“ als Christen, die Bilderverehrung betreiben.

#### Widerstand und Gewaltlosigkeit
Das Unheil sieht Franck grundsätzlich in der Gewalt als solcher. Es geht ihm nicht um die Frage, wer zur Gewaltanwendung legitimiert ist. Daher verwirft er auch die Gegengewalt der Unterdrückten, die sich durch Aufruhr zur Wehr setzen, wie etwa im Bauernkrieg. Gegen bewaffneten Widerstand wendet er ein, Gegengewalt führe zu noch schlimmeren Verhältnissen als die vorherige Unterdrückung, wie der Ausgang des Bauernkriegs zeige. Die Lage der Bauern habe sich durch den Aufstand dramatisch verschlechtert. Tyrannei bewirke Aufruhr und dieser wiederum eine noch härtere Tyrannei. Die Aufgabe des Einzelnen sieht Franck darin, die Despotie und das Elend des Krieges als Gelegenheit zur Erkenntnis aufzufassen und das eigene Leben entsprechend auszurichten, somit selbst kein Unrecht zu begehen. Damit solle man die Lehre aus dem Geschichtsverlauf oder auch aus dem eigenen Schicksal ziehen. Die Belehrung durch leidvolle Erfahrung entspreche dem Willen Gottes, denn sie sei das Mittel, mit dem manche verblendete Menschen zur Einsicht gebracht werden könnten. Allerdings verfehle sogar dieses drastische Mittel meist seinen Zweck, denn die meisten Menschen seien störrisch und kaum belehrbar.
Francks Geschichtsverständnis schließt eine Optimierung der politischen Verhältnisse im Sinne der Verwirklichung eines Staats- und Gesellschaftsideals aus. Die Reformation hält er für gescheitert, eine wirklich christliche Gesellschaft für unmöglich. Mit sarkastischer Schärfe verurteilt er den im Täuferreich von Münster unternommenen Versuch, gewaltsam ein Gottesreich auf Erden mit Gütergemeinschaft einzuführen, und weist auf die katastrophalen Folgen hin.
In der Frage der Gehorsamspflicht gegenüber einer tyrannischen Obrigkeit, die Frevelhaftes anordnet, setzt sich Franck mit den Ansichten Luthers und des spätmittelalterlichen Theologen Johann Wessel (Gansfort) auseinander. Für Wessel gibt es in solchen Fällen nicht nur ein Recht zum aktiven Widerstand, sondern er hält den Tyrannensturz sogar für eine naturrechtlich begründete Aufgabe. Auf jeden Fall fordert Wessel Gehorsamsverweigerung bei unmoralischen Befehlen, da man sonst zum Komplizen werde. Luther vertritt zwar eine Pflicht zur Gehorsamsverweigerung bei frevelhaften Befehlen, hält aber Teilnahme an einem möglicherweise unrechtmäßigen Krieg nicht für absolut unzulässig, sondern lässt dort den Soldaten einen Ermessensspielraum. Die Beteiligung an einem gerechten Verteidigungskrieg betrachtet er sogar als Pflicht. Franck widerspricht Wessel hinsichtlich des aktiven Widerstands, den er grundsätzlich ablehnt, und Luther hinsichtlich des passiven Widerstands, den er strenger einfordert. Im Gegensatz zu Luther hält er die Gehorsamspflicht für automatisch erloschen, sobald eine Obrigkeit kriegerische Maßnahmen ergreift. Falls der Krieg mutwillig angefacht wurde, nimmt Franck eine unbedingte Pflicht zur Gehorsamsverweigerung an; wer sich an einem solchen Unternehmen beteilige, der sei selbst ein Tyrann, Mörder und Räuber.

## Rezeption
Eine eigene Schule bildete Franck nicht, doch löste seine Lehre ein starkes Echo aus. Die zahlreichen Ausgaben seiner Schriften, die teils in mehrere Sprachen übersetzt wurden, sorgten für eine breite Rezeption. Die Heftigkeit, mit der seine Thesen sowohl von katholischer als auch von protestantischer Seite verdammt und bekämpft wurden, lässt die Stärke der Ausstrahlung seines Gedankenguts erkennen.

### Frühe Neuzeit
Die Stellungnahmen namhafter Zeitgenossen zu Francks Lehre waren fast einhellig ablehnend. Ihre Urteile waren abschätzig und meist von starker Feindseligkeit geprägt. Oft verband sich drastische Kritik an den Ansichten des Dissidenten mit persönlicher Schmähung. Seine Hauptgegner waren bekannte und einflussreiche Autoren, die eine lebhafte publizistische Aktivität entfalteten, während seine Sympathisanten angesichts des obrigkeitlichen Missfallens Zurückhaltung übten.
Von katholischer Seite setzte schon bald nach dem Erscheinen der 1531 in Straßburg gedruckten Chronik scharfe Kritik ein. Erasmus, den die Berufung auf seine angeblich „ketzerischen“ Ansichten in der Chronica in Verlegenheit gebracht hatte, beklagte sich in einem Schreiben vom 2. März 1532 an Martin Bucer über Franck, der eine absurde Schrift verfasst habe. Überdies sei dieser „Schwätzer“ (nugo) so unverschämt gewesen, ihm, Erasmus, aus dem Straßburger Gefängnis – anscheinend eher aus einer Kneipe – einen selbstbewussten Brief zu schicken, statt sich zu entschuldigen. Im April 1532 äußerte Albrecht von Brandenburg, der als Kardinal und Erzbischof von Mainz ein führender Repräsentant des Katholizismus in Deutschland war, er habe die Chronica gelesen, sie sei ein sehr schädliches und böses Buch. Der katholische Theologe Johannes Cochlaeus veröffentlichte 1533 zwei Abhandlungen, in denen er gegen einzelne Aussagen der Chronica polemisierte. Eine Provinzialsynode der Kirchenprovinz Köln setzte die Chronica 1549 auf die Liste der verbotenen Bücher.
Sehr feindselig waren auch die Stellungnahmen prominenter Reformatoren. Martin Luther nannte Franck in einer Tischrede von 1540 einen bösen, giftigen Buben. Als der lutherische Theologe Johannes Freder 1545 die hochdeutsche Fassung seines Dialogus dem Ehestand zu Ehren veröffentlichte, in dem er Francks Sprichwortsammlung kritisierte, schrieb Luther dazu die Vorrede, in der er den drei Jahre zuvor verstorbenen Dissidenten ausführlich und vehement angriff. Freder und Luther machten Franck für die Frauenfeindlichkeit mancher der von ihm gesammelten Sprichwörter verantwortlich. Luther beschrieb Franck als böses Lästermaul und Sakramentschänder, der alles nur tadle und über jeden gern das Ärgste schreibe und rede. Lustvoll wühle er in Unglück, Irrtum und Sünde der armen Menschen wie eine „unflätige Sau“ im Dreck. Er sei eine schändliche Fliege, die sich erst auf den Kot und dann auf das Gesicht des Menschen setzen wolle. Das Interesse der Öffentlichkeit an der Geschichte habe er genutzt, um als Chronist sein Gift unter den Honig und Zucker des historischen Stoffs zu mischen und so den größtmöglichen Schaden anzurichten. Luther schloss mit dem Wunsch, dass Christus den „Beelzebub Francken“ zerstören möge.
Heftig polemisierte auch Martin Bucer, einer der prominentesten Theologen der Reformation, gegen Franck. Ihn störte insbesondere die Ablehnung der kirchlichen Ordnung und der Aufsicht der Obrigkeit über das Kirchenwesen. Bucer schrieb 1535, Franck überschütte die Welt mit seinen Irrtümern, die er unter prächtigen Titeln als gewisseste Wahrheit verkaufe. Er habe viel Falsches und Böses eingeführt und verspotte heilige, gottesfürchtige Lehrer und Kaiser. Der Druck seiner Chronik sei nur erlaubt worden, weil er die Straßburger Zensur belogen habe.
Der lutherische Superintendent in Magdeburg, Nikolaus von Amsdorf, wandte sich in einer 1535 gedruckten Schrift gegen die Unterscheidung des buchstäblichen und des geistlichen Sinns der Bibel, die Franck, „gar ein grober und ungelehrter Geselle“, in seiner Kritik an Luthers Abendmahlslehre vertreten habe.
In Ulm kämpfte Martin Frecht in den 1530er Jahren mit großem Eifer gegen Francks Gedankengut. Er brachte unter anderem vor, Franck bringe täglich „unverschämt und frech“ seine Bücher unter das Publikum, um das Ansehen, das er „bei dem gemeinen Pöbel“ erlangt habe, zu bewahren.
Im März 1540 tagte in Schmalkalden eine Gruppe von angesehenen protestantischen Theologen, die ein Verdammungsurteil über Schwenckfeld und Franck fällte und ihrem Verdikt durch eine gemeinsame Erklärung Gewicht verlieh. Die zwölf Unterzeichner waren Nikolaus von Amsdorf, Martin Bucer, Johannes Bugenhagen, Anton Corvinus, Caspar Cruciger der Ältere, Justus Jonas der Ältere, Johannes Kymaeus, Johannes Lening, Philipp Melanchthon, Balthasar Raid, Nikolaus Scheubel und Johannes Timan. Der lateinische Text des Gutachtens stammt von Melanchthon. Das Schriftstück verurteilt Schwenckfeld, Franck und „einige andere Umherstreicher“, die das Volk „von der richtig bestellten Kirchengemeinschaft abführen“, in der „die Lehre des Evangeliums richtig und rein übermittelt wird“. Durch die Frechheit dieser „fanatischen und hochmütigen Heuchler“, welche die Wirksamkeit des Predigtamtes leugneten, werde Gott zweifellos schwer beleidigt. Franck habe ein Blendwerk von Wortgefechten hervorgebracht. Er habe die Gläubigen der einen (protestantischen) Kirche, die allein die Braut Christi sei, das Evangelium richtig lehre und die Sakramente richtig verwalte, mit den „Papisten“ (Katholiken) auf dieselbe Ebene gestellt.
In den Kreisen von Francks protestantischen Gegnern wurden Gerüchte über sein Privatleben verbreitet. Schon 1538 spielte Frecht darauf an und bemerkte dazu, er wolle darüber nicht urteilen. Melanchthon behauptete in den 1550er Jahren, Franck sei ein Ehebrecher und Hurer gewesen, er habe „Gulden gemacht“ und sei dann davongelaufen.
Eine Ausnahme von der allgemeinen Verurteilung Francks bildete der Humanist Sebastian Castellio (1515–1563), der 1554 eine Anthologie von Aussagen gegen die Ketzerverfolgung herausbrachte und dabei die Straßburger Chronica ausführlich zitierte. Allerdings nannte Castellio den Urheber der zitierten Texte vorsichtshalber nicht namentlich, sondern gab nur ein Pseudonym an.
Johannes Calvin erwähnte 1562 die „Träume eines Phantasten namens Sebastian Franck“, der als hirnlos bekannt sei.
In den Niederlanden fanden Francks Ideen bei Freigeistern viel Anklang. Dort erschienen in der zweiten Hälfte des 16. Jahrhunderts und im frühen 17. Jahrhundert zahlreiche Ausgaben niederländischer Übersetzungen von Werken des deutschen Dissidenten, darunter die 1611 und 1617 in Gouda gedruckte Schrift Van het rycke Christi (Vom Reich Christi), die überhaupt nur in der niederländischen Fassung überliefert ist. Diese Drucke zeugen von der anhaltenden Aktivität einer Strömung, deren Vertreter von calvinistischer Seite abschätzig als „Franckisten“ oder „Franckonisten“ bezeichnet wurden. Der bekannteste „Franckist“ war Dirck Volkertszoon Coornhert (1522–1590). Ein führender calvinistischer Kritiker war Philips van Marnix (1540–1598), der 1595 und 1598 zwei Traktate gegen niederländische Libertins publizierte. Als die beiden Haupturheber des von ihm bekämpften Gedankenguts betrachtete er den niederländischen Täufer David Joris und Franck. Marnix forderte den Einsatz staatlicher Gewalt, mit der die Dissidenten zum Schweigen gebracht werden sollten.
Die Kunsthistoriker Jürgen Müller und Thomas Schauerte haben in ihren Büchern über Pieter Bruegel d. Ä. auf eine innere, geistige Verbindung zwischen Franck und Bruegel hingewiesen. Der niederländische Maler habe sich zu seinen zeit- und kirchenkritischen Gemälden durch Franck inspirieren lassen. Prominente Beispiele sind „Der Kampf zwischen Karneval und Fasten“, „Die niederländischen Sprichwörter“ sowie die „Kinderspiele“. Diese Gemälde erzählten von verfehlter Gottessuche. Eine persönliche Begegnung zwischen Franck und Bruegel ist nicht nachgewiesen.
Francks Sprichwortsammlung erzielte ab den 1540er Jahren einen großen Verkaufserfolg. Es erschienen viele Nachdrucke einer bearbeiteten und benutzerfreundlicher gestalteten Ausgabe von 1548. Im 17. Jahrhundert diente das Werk als Materialbasis für neue Spruchsammlungen. Auch für rhetorische Zwecke wurde es verwertet. Unter sprachgeschichtlichem Gesichtspunkt wurde Franck als Förderer und Pfleger der deutschen Sprache gewürdigt.
Im 18. Jahrhundert fand der theologische Streit um Franck wenig Beachtung. Lutherische Gegner seiner Lehren wie Valentin Ernst Löscher und Gustav Georg Zeltner zählten ihn zur Gattung der „Fanatiker“. Im katholischen Bereich blieb er weitgehend unerwähnt.
Die erste Dissertation über Franck und seine Lehre verfasste der Lutheraner und spätere Königsberger Theologieprofessor Samuel Gottlieb Wald. Er wurde mit dieser Arbeit, in der er Franck als Vorläufer Immanuel Kants darstellte, 1793 an der Universität Erlangen promoviert.

### Moderne

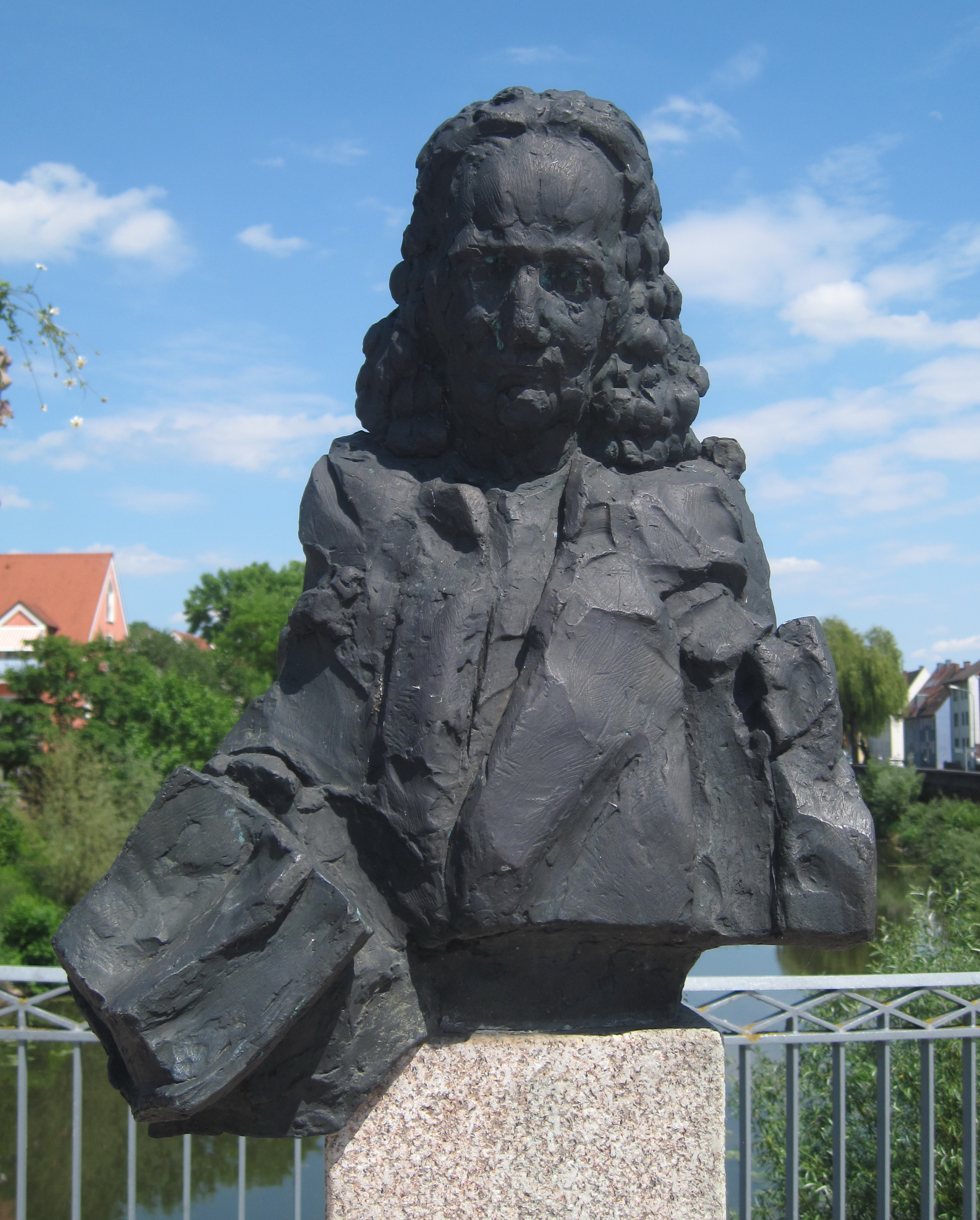
Büste Francks auf der Sebastian-Franck-Brücke in Donauwörth

In der Forschung dominieren seit dem 19. Jahrhundert positive, teils von Bewunderung geprägte Einschätzungen der Persönlichkeit und Leistung Francks. Oft wird sein Denken als zukunftsweisend und gleichsam „modern“ beschrieben. Mit der Autoritäts- und Bibelkritik, dem Antidogmatismus und der weitreichenden Toleranzforderung habe er Impulse gesetzt, die ihrer Zeit weit voraus gewesen seien. Er sei ein Vorläufer der Aufklärung. Auch mit seinem Pazifismus und dem Konzept der Gewissensautonomie erscheint Franck als Vorläufer moderner Ideen. Manche Forscher zählen ihn zu den Repräsentanten einer „dritten Kraft“, einer Reformströmung, die in der ersten Hälfte des 16. Jahrhunderts vergeblich versucht habe, Europa vor den verheerenden Folgen der konfessionellen Aufspaltung zu retten. Außerdem wird er als bedeutender Volksschriftsteller und Wissensvermittler gewürdigt. Allerdings wird ihm mitunter Pessimismus, zersetzende Kritik, Wirklichkeitsfremdheit und das Fehlen eines konsequent ausgearbeiteten Systems vorgeworfen.
Anerkennung findet die literarische Qualität der Werke; Franck gilt als einer der überragenden Prosaschriftsteller der Reformationszeit. Laut der Einschätzung von Johannes Bolte ist seine Sprache klar und kraftvoll, und er hat den Vergleich mit Luther, dem „größten Prosaisten seiner Zeit“, nicht zu scheuen. Nach dem Urteil des Dresdner Philosophiehistorikers Siegfried Wollgast ist Franck „ein überragender Meister der deutschen Sprache“, und Christoph Dejung befindet, er schreibe „die beste deutsche Prosa der Zeit neben Luther“. In neuerer Zeit richtet sich ein besonderes Interesse auf die „medialen“ Aspekte der Schriften Francks: Kompilations- und Aufbereitungsmethoden, Kompositions- und Vermittlungstechnik.

#### 19. Jahrhundert
In den 1840er Jahren machte sich eine Interpretationsrichtung geltend, die in Franck einen Vorläufer von Ludwig Feuerbach sah, da er wie dieser die Lehre von Gott als eine durchaus subjektive aufgefasst habe. Dieser Ansicht waren der Historiker Karl Hagen, der in der Frankfurter Nationalversammlung ein Vertreter der Linken war, und der Philosoph Moritz Carrière.
Der Bonner Philologe Franz Weinkauff schrieb den Artikel über Franck in der Allgemeinen Deutschen Biographie, der 1877 erschien. Weinkauff würdigte den radikalreformatorischen Schriftsteller als „ächten freien Protestanten“, der als „makelloser Charakter und geistreicher Selbstdenker“ seinen Überzeugungen konsequent gefolgt sei. Als volkstümlicher Schriftsteller habe er für eine breitere Leserschaft Handbücher in musterhaftem Deutsch verfasst und sei „dem Dünkel der Gelehrten und dem Fanatismus der Parteien“ entgegengetreten. Seine Gegner hätten ihn bösartig angegriffen und verleumdet.
Der Tübinger Kirchenhistoriker Alfred Hegler stellte 1892 in seiner Studie Geist und Schrift bei Sebastian Franck den Gegensatz zwischen Geist und Schrift (Bibeltext) als Kernelement des reformatorischen Spiritualismus dar. Er betonte Francks zentrale Stellung hinsichtlich der Ideenentwicklung innerhalb der radikalen Reformbewegungen. Kritisch merkte er an, Franck habe „die geschichtliche und gemeinschaftsbildende Kraft des Christentums verkannt“. Hegler verfasste auch den ausführlichen biographischen Artikel in der 3. Auflage der Realencyklopädie für protestantische Theologie und Kirche, der 1899 erschien. Er sah in Franck einen Pantheisten, ein „Mittelglied zwischen der Philosophie der älteren Renaissance und den Anfängen der pantheistischen Spekulation der Neuzeit“. In vielem sei Franck „der erste Typus des modernen Litteraten“. Ein tiefer Denker sei er nicht gewesen, aber ein Schriftsteller von großer Begabung, „immer lebendig, kraftvoll, anschaulich schreibend“, eine Persönlichkeit, „in der sich in gewisser Hinsicht mehr moderne Empfindung ankündigt, als in den Reformatoren“.
Der Philosoph Wilhelm Dilthey behandelte Franck eingehend in einem 1891/1892 publizierten Aufsatz. Dilthey befand, Franck sei ein „wahrhaft genialer Denker und Schriftsteller“ und ein Panentheist gewesen. Er habe die spiritualistische Richtung der deutschen Reformationsbewegung mit einer ruhigen Klarheit durchgeführt, „die den Sektenhäuptern fehlte“. In Francks Lehre werde Christus mit dem allen Menschen gemeinsamen „Licht der Natur“ und mit der Vernunft gleichgesetzt und Adam mit der Selbstsucht im Menschen. Der unsichtbare Christus sei demnach nichts als die „göttlich immanente moralische Anlage des Menschen“. Aus diesem Konzept ergebe sich eine totale Umdeutung der Rechtfertigungslehre; die Rechtfertigung werde zu einem subjektiven Bewusstseinsvorgang. Franck habe aus seinen Annahmen Konsequenzen abgeleitet, durch die er „Vorläufer oder Begründer der modernen Religionsphilosophie“ geworden sei: „In hundert Rinnsalen fließen die Ideen Franck’s der modernen Zeit entgegen.“

#### 20. und 21. Jahrhundert
Der Theologe, Philosoph und Historiker Ernst Troeltsch stellte 1912 fest, die Verwandtschaft von Francks Ideen mit der modernen Religionsphilosophie sei offenkundig, doch habe Dilthey zu stark modernisiert und den Zusammenhang mit der mittelalterlichen Mystik zu wenig betont. Troeltsch sah in Franck „einen der edelsten und freiesten Geister“ der damaligen Zeit, der als „literarischer Prophet der alleinigen Erlösungskraft des Geistes und des inneren Wortes“ gelebt habe. Er habe einen kultlosen Individualismus und mystischen Immanenzgedanken vertreten, der nun „den Beifall der Modernen“ finde.
Ganz anders urteilte der Kirchenhistoriker Karl Holl 1923 über den „heute stark überschätzten, weil offenbar nur wenig gelesenen“ Franck. Dieser habe in hohem Maße von dem aus Büchern Aufgelesenen gelebt. Sein Einfluss sei größtenteils darauf zurückzuführen, dass seine Schriften wegen ihrer Vielseitigkeit und untheologischen Art relativ unterhaltsam seien. Da er die Tragik jeder Gemeinschaftsgründung tief empfunden habe, sei er für eine unsichtbare Kirche eingetreten, von der er alles abgestreift habe, was eine Gemeinschaft bedeute. Demgemäß sei bei ihm ein „fast völliges Zurücktreten des sozialen Sinns“ festzustellen. Holl warf Franck mangelndes Verständnis für die aufständischen Bauern vor; in seiner ablehnenden Stellungnahme zum Aufruhr liege „ein gutes Stück Menschenverachtung“.
Eine ausführliche kritische Auseinandersetzung mit Francks Geschichtsbild bot der Historiker Rudolf Stadelmann 1929 in seiner Habilitationsschrift. Stadelmann befand, der Protestantismus habe einen scharfen Trennungsstrich zwischen sich und dem von Franck repräsentierten „Geist der Verneinung“ gezogen. Franck habe als Pessimist die menschliche Gesellschaft prinzipiell verachtet und sich damit gegen den Optimismus des Luthertums gestellt, der nach Stadelmanns Worten „zu den allertiefsten Kraftquellen der lutherischen Persönlichkeit gehört“. Die Geschichtstheorie Francks weise zwar „einen genialen Duktus“ auf und habe „eine großartige dramatische Bewegtheit und tragischen Ernst“, doch bestreite er den Fortschritt und beschränke sich auf ein eintöniges Beklagen von Übelständen. Der Nihilismus seiner Geschichtsverachtung sei „letzten Endes durchaus ahistorisch“.
Positiv beurteilte der Philosoph Ernst Bloch 1936 Francks Position zum sozialen Konflikt, wobei er sich auf sozialkritische Äußerungen in den Paradoxa berief. Er hielt den frühneuzeitlichen Dissidenten für einen Vorläufer seiner eigenen Richtung und nannte ihn „einen großen Freund“ und einen „der echtesten Bekenntnischristen gegen die Schinder und Mörder“. Franck sei zwar von den Massen distanziert gewesen, aber zeitlebens ein Verehrer Thomas Müntzers geblieben. Der Ausgang des Bauernkriegs habe ihn tief niedergedrückt, daher seien seine Bücher voll Verzweiflung über die „Welt“, die er in einem starren Gegensatz zum Reich der Freiheit und Brüderlichkeit gesehen habe.
An ein breites fachfremdes Publikum wandte sich 1943 der Schriftsteller Will-Erich Peuckert mit seiner umfangreichen Biographie Sebastian Franck. Ein deutscher Sucher. Er pries Francks „Treue zu dem für recht Erkannten und die unerbittliche klare Konsequenz des Denkens“. Es sei ihm gelungen, in einer Zeitenwende, als die alten Werte brüchig wurden, vor dem Neuen gültig zu bestehen. Darin liege sein dauerhafter Ruhm.
Der Philosophiehistoriker Wilhelm Nestle bezeichnete Franck 1947 als bedeutenden Kopf, der Luther an Spannweite des Geistes und Folgerichtigkeit des Denkens überlegen sei. Franck sei der wirkliche Humanist unter den reformatorischen Persönlichkeiten „im Sinn der Erkenntnis, dass das Menschliche dem Christlichen überlegen ist“. Er erscheine als Vorbote der Toleranzidee der Aufklärung und zeichne sich durch einen freien, „allem Menschlichen offenstehenden“ Geist aus. Da er seiner Zeit geistig voraus gewesen sei, sei er zu seinen Lebzeiten vielfach unverstanden geblieben.
Der Theologe Eberhard Teufel, der schon 1940 eine ausführliche Forschungsübersicht geboten hatte, veröffentlichte 1954 eine Franck-Biographie, in der er auch das Nachleben behandelte. Er beschrieb Franck als „faustischen Menschen“, der von allen Parteien in die Einsamkeit abgerückt sei; er sei „der Unbehauste, Heimatlose“ geworden, „überall bekämpft und ausgestoßen“.
Der Religionswissenschaftler Kurt Goldammer wies 1956 darauf hin, dass Franck in seiner „geradezu antimonarchistischen, kaiser-, fürsten- und reichsfeindlichen Kritik der politischen Zustände“ Töne angeschlagen habe, „die man in dieser Zeit nicht für möglich halten sollte“. Sein „erbarmungsloser Versuch der Demaskierung“ habe auf die Zeitgenossen ausgesprochen nihilistisch wirken müssen. Als Analytiker habe er den historischen Scherbenhaufen durchsucht und viele interessante Teilstücke herausgelesen, ohne sie zu etwas Einheitlichem und Sinnvollem zusammenfügen zu können. Man könne den Autor der Paradoxa „den Mann der ungelösten Antithese, den dialektischen Denker ohne Synthesis“ nennen.
Der Kulturhistoriker Friedrich Heer lobte 1959 die Leistung Francks, als erster den „Fluchnamen ‚Ketzer‘“ zum Heilsnamen und Ehrennamen erhoben zu haben. Der gegen Franck von „Konfessionschristen“ erhobene Vorwurf des Relativismus sei unberechtigt, denn er sei kein Relativist, wohl aber Relationist gewesen: Er habe „die Beziehungen, die Interdependenzen in allen geschichtlichen Gebilden, Religionen, Ideen“ erkannt und sich bemüht, „den Konfessionen den Giftzahn zu ziehen“. Mit seiner Auflösung des dogmatischen Christentums sei er ganz nah an die Frühaufklärung herangekommen, und von ihm seien durch den Untergrund „breite Ströme in das Europa des siebzehnten bis zwanzigsten Jahrhunderts“ geflossen.
Der in Dresden lehrende marxistische Philosophiehistoriker Siegfried Wollgast befand 1972, dass „bei Franck eindeutig Pantheismus vorliegt“, was von den „bürgerlichen Franckforschern“ nicht zugegeben werde. Franck sei „die theoretisch profilierteste Figur nach dem Scheitern der frühbürgerlichen Revolution“.
Oft wird Franck in der Forschung zum „linken Flügel der Reformation“ gezählt. Unter diesem Begriff werden einige radikalreformatorische Denker und Strömungen zusammengefasst, die zum lutherischen Kirchenwesen in Opposition standen. Horst Weigelt legte 1972 eine Studie vor, in der er Franck als Repräsentanten des „linken Flügels“ herausgriff und seine Auseinandersetzung mit der lutherischen Reformation untersuchte.
Im Jahr 1992 begann unter der Leitung des Germanisten Hans-Gert Roloff eine kritische Gesamtausgabe der Werke Francks mit separaten Kommentarbänden zu erscheinen. Das Vorhaben wird an der Freien Universität Berlin realisiert. Geplant sind sechzehn Bände. Bisher sind drei Textbände und ein Kommentarband herausgebracht worden.
Seit dem späten 20. Jahrhundert lässt sich ein verstärktes Forschungsinteresse erkennen. Es zeigt sich in einer Reihe von Monographien, darunter die Dissertationen von Christoph Dejung (1970/1980, über Francks Geschichtsphilosophie), Bruno Quast (1993, über die Friedensethik), Patrick Hayden-Roy (1994, eine Biographie Francks), Andreas Wagner (2007, über die gesellschaftliche Bedeutung von Francks Theologie aus sozialwissenschaftlicher Sicht), Yvonne Dellsperger (2008, über die Straßburger Chronik) und Vasily Arslanov (2017, über die Arbeitsweise Francks als Historiker und den Zusammenhang zwischen seiner Geschichtsschreibung und seiner Kirchen- und Sektenkritik). Außerdem erschienen zwei Sammelbände: die Tagungsbeiträge eines „Arbeitsgesprächs“ über Franck in Wolfenbüttel (1993) und eine Aufsatzsammlung anlässlich seines 500. Geburtstags (1999).
Jean-Claude Colbus analysierte 2005 die Straßburger Chronica. Er sieht in Franck den Urheber eines „Gegenprojekts“ zu den kirchlichen Projekten, die aus der Sicht des dissidenten Kritikers Gott nach dem Bilde des Menschen erschaffen und dann dieses Götzenbild und damit sich selbst verehren. Das Gegenprojekt ist – so Colbus – die Formung des Menschen nach dem Bilde Gottes auf der Grundlage einer individuellen Beziehung zu dem pantheistisch aufgefassten Gott. Dabei erscheint der Mensch als Fragment des Göttlichen. Eine Voraussetzung für den Erfolg des Gegenprojekts ist die Erlangung der Unparteilichkeit und der damit verbundenen Freiheit. Dadurch wird man Teil einer überzeitlichen und überräumlichen, strikt informellen Gemeinschaft. Colbus bezeichnet dies als einen Prozess der Hominisation (Menschwerdung). Er hält Francks individualistisches Gesellschaftskonzept für den Ausgangspunkt einer neuen Epoche.

## Ausgaben und Kommentare
- Hans-Gert Roloff (Hrsg.): Sebastian Franck: Sämtliche Werke. Kritische Ausgabe mit Kommentar. Peter Lang, Bern u. a. 1992–1993 und Frommann-Holzboog, Stuttgart-Bad Cannstatt 2005 ff.
  - Band 1 (Editionsteil): Peter Klaus Knauer (Hrsg.): Frühe Schriften. 1993, ISBN 3-906750-31-0 (enthält: Diallage, Klagbrief, Chronica und Beschreibung der Türkei, Ein künstlich höflich Deklamation,  Von dem greulichen Laster der Trunkenheit)
  - Band 1 (Kommentarteil): Christoph Dejung: Frühe Schriften: Kommentar. 2005, ISBN 3-7728-2233-9.
  - Band 4: Peter Klaus Knauer (Hrsg.): Die vier Kronbüchlein. 1992, ISBN 3-261-04594-9.
  - Band 11: Peter Klaus Knauer (Hrsg.): Sprichwörter. 1993, ISBN 3-906752-23-2.
- Alfred Hegler (Hrsg.): Sebastian Francks lateinische Paraphrase der Deutschen Theologie und seine holländisch erhaltenen Traktate. Schnürlen, Tübingen 1901 (kritische Teiledition der Paraphrase mit Untersuchung)
- Johannes Bolte (Hrsg.): Zwei satirische Gedichte von Sebastian Franck. In: Sitzungsberichte der Preußischen Akademie der Wissenschaften. Philosophisch-historische Klasse, 1925, S. 89–114 (Edition der Gedichte Sankt Pfennings Lobgesang und Die Gelehrten die Verkehrten)[140]
- Sebastian Franck: Chronica. Straßburg 1531 (Erstausgabe) (Digitalisat)
- Sebastian Franck: Chronica. Wissenschaftliche Buchgesellschaft, Darmstadt 1969 (Nachdruck der Ausgabe Ulm 1536). Digitalisat dieser Ausgabe
- Sebastian Franck: Weltbuch. Tübingen 1534 (Digitalisat)
- Sebastian Franck: Paradoxa. Ulm 1534 (Digitalisat)
- Sebastian Franck: Paradoxa. Herausgegeben und eingeleitet von Siegfried Wollgast. 2., neubearbeitete Auflage. Akademie Verlag, Berlin 1995, ISBN 3-05-002608-1 (Übertragung in modernes Deutsch)
- Sebastian Franck: Die Guldin Arch. Augsburg 1538 (Digitalisat)
- Sebastian Franck: Germaniae Chronicon. Augsburg 1538 (Digitalisat)
- Sebastian Franck: Das verbüthschiert mit siben Sigeln verschlossen Buch. Minerva, Frankfurt am Main 1975, ISBN 3-86598-408-8 (Nachdruck der Ausgabe Augsburg 1539). Digitalisat dieser Ausgabe
- Sebastian Franck: Schrifftliche vnd gantz gründtliche ausslegung des LXIIII. Psalm. Aupperle, Schwäbisch Gmünd 1957 (Faksimile der Ausgabe Straßburg 1539). Digitalisat dieser Ausgabe

- Sebastian Franck: Kriegsbüchlein des Friedens. Augsburg 1539 (Digitalisat)
- Sebastian Franck: Krieg Büchlin des Friedes. Olms, Hildesheim 1975, ISBN 3-487-05381-0 (Nachdruck der Ausgabe Frankfurt am Main 1550)
- Sebastian Franck: Das Kriegbüchlin des Friedes. In: Siegfried Wollgast (Hrsg.): Zur Friedensidee in der Reformationszeit. Texte von Erasmus, Paracelsus, Franck. Akademie-Verlag, Berlin 1968, S. 63–278 (Übertragung in modernes Deutsch)
- Sebastian Franck: Brief an Johannes Campanus. In: Manfred Krebs, Hans Georg Rott (Hrsg.): Quellen zur Geschichte der Täufer. Band 7: Elsaß, Teil 1: Stadt Straßburg 1522–1532. Mohn, Gütersloh 1959, S. 301–325 (Nr. 241; frühneuhochdeutsche und niederländische Übersetzung des lateinischen Originaltextes des Briefs vom 4. Februar 1531)
- Sebastian Franck: Brief an Johannes Campanus. In: Heinold Fast (Hrsg.): Der linke Flügel der Reformation. Carl Schünemann, Bremen 1962, S. 219–233 (Übertragung in modernes Deutsch)